# Camillo Benso, conte di Cavour
Camillo Paolo Filippo Giulio Benso, conte di Cavour, noto semplicemente come conte di Cavour o Cavour (Torino, 10 agosto 1810 – Torino, 6 giugno 1861), è stato un politico, patriota e imprenditore italiano.
Fu ministro del Regno di Sardegna dal 1850 al 1852, presidente del Consiglio dei ministri dal 1852 al 1859 e dal 1860 al 1861. Nello stesso 1861, con la proclamazione del Regno d'Italia, divenne il primo presidente del Consiglio dei ministri del nuovo Stato e morì ricoprendo tale carica.
Fu protagonista del Risorgimento come sostenitore delle idee liberali, del progresso civile ed economico, della separazione tra Stato e Chiesa, dei movimenti nazionali e dell'espansionismo del Regno di Sardegna ai danni dell'Austria e degli stati italiani preunitari. 
In economia promosse il libero scambio, i grandi investimenti industriali (soprattutto in campo ferroviario) e la cooperazione fra pubblico e privato. In politica sostenne la promulgazione e la difesa dello Statuto albertino. Capo della cosiddetta Destra storica, siglò un accordo ("Connubio") con la Sinistra, con la quale realizzò diverse riforme. Contrastò apertamente le idee repubblicane di Giuseppe Mazzini e spesso si trovò in urto con Giuseppe Garibaldi, della cui azione temeva il potenziale rivoluzionario.
In politica estera coltivò con abilità l'alleanza con la Francia, grazie alla quale, con la seconda guerra di indipendenza, ottenne l'espansione territoriale del Regno di Sardegna in Lombardia. Riuscì a gestire gli eventi politici (sommosse nel Granducato di Toscana, nei ducati di Modena e Parma e nel Regno delle Due Sicilie) che, assieme all'impresa dei Mille, portarono alla formazione del Regno d'Italia.

## Biografia

### La famiglia e la giovinezza (fino al 1843)

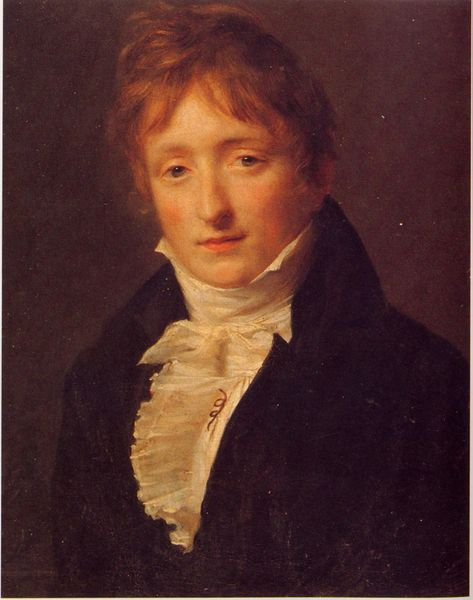
Michele Benso di Cavour, padre di Camillo.

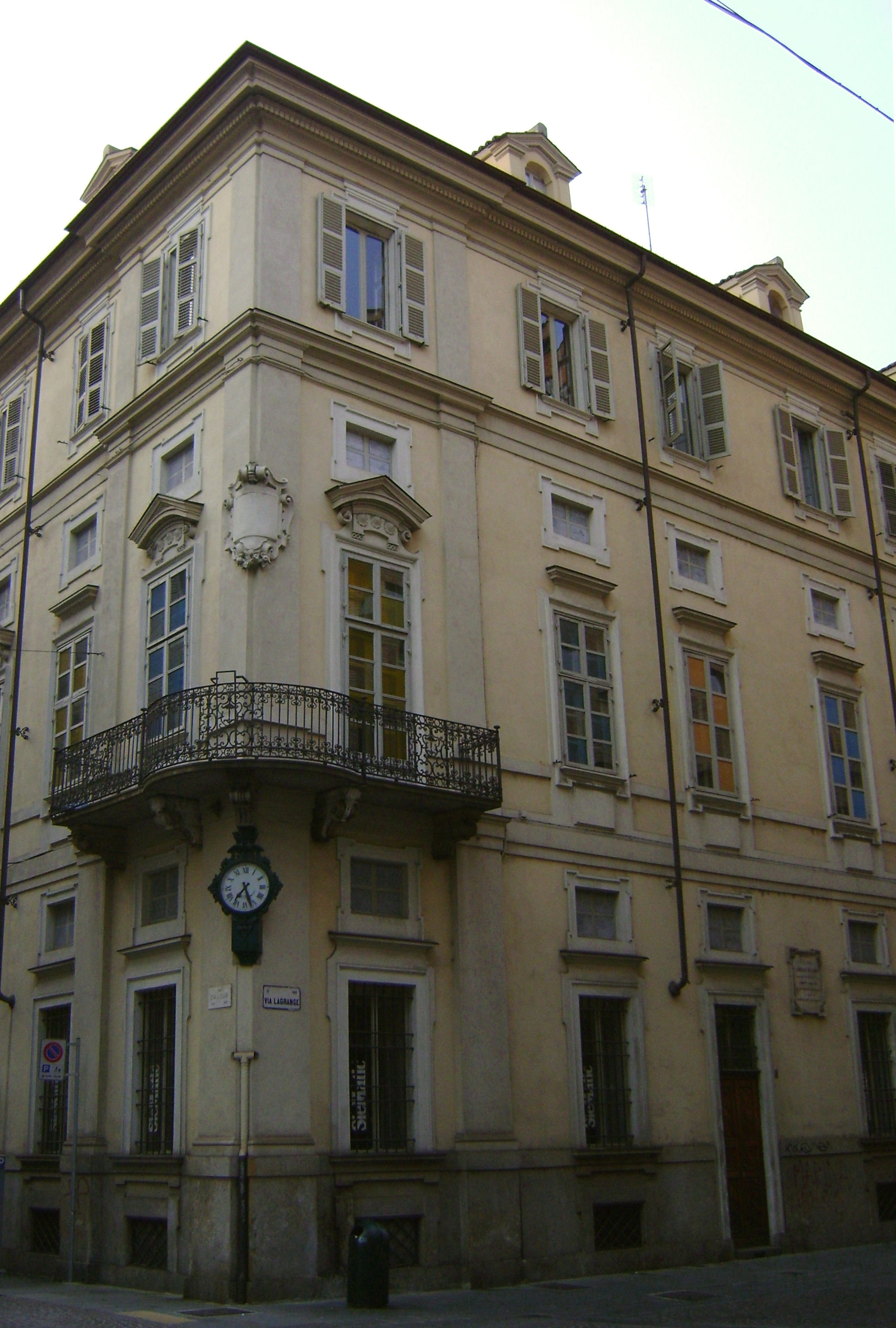
Il palazzo a Torino dove nacque Cavour.

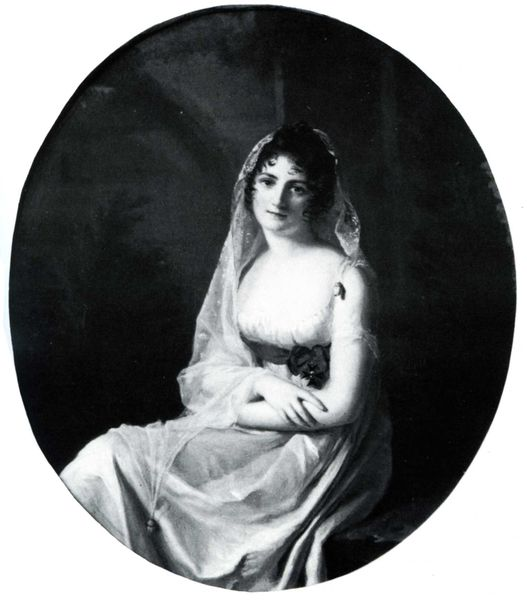
Adèle de Sellon (1780-1846), madre di Camillo.

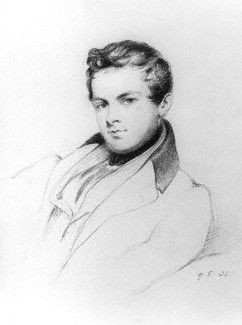
Ritratto giovanile di Cavour.

Camillo nacque il 10 agosto 1810 nella Torino napoleonica. 
Suo padre, il marchese Michele Benso di Cavour, era collaboratore e amico del governatore principe Camillo Borghese (marito di Paolina Bonaparte, sorella di Napoleone I) che fu padrino di battesimo del piccolo Benso al quale trasmise il nome. La madre del piccolo Camillo, Adèle de Sellon (1780-1846), sorella del conte Jean-Jacques de Sellon, scrittore, filantropo, collezionista d'arte, mecenate e pacifista svizzero, apparteneva invece ad una ricca e nobile famiglia calvinista di Ginevra, che aveva raggiunto un'ottima posizione negli ambienti borghesi della città svizzera.
Aristocratico, Cavour in gioventù frequentò il 5º corso della Regia Accademia Militare di Torino (conclusosi nel 1825) e nell'inverno 1826-1827, grazie ai corsi della Scuola di Applicazione del Corpo Reale del Genio, diventò ufficiale del Genio.
Il giovane si dedicò ben presto, per interessi personali e per educazione familiare, alla causa del progresso europeo. Fra i suoi ispiratori fu il filosofo inglese Jeremy Bentham, alle cui dottrine si accostò per la prima volta nel 1829, nonché Jean-Jacques Rousseau. Di Bentham quell'anno lesse il Traité de législation civile et pénale, in cui il filosofo inglese sostiene la dottrina dell'utilitarismo, espressa concisamente dal principio: «Misura del giusto e dell'ingiusto è soltanto la massima felicità del maggior numero». Un'altra tesi sostenuta da Bentham, secondo cui ogni problema poteva ricondursi a fatti misurabili, fornì al realismo del giovane Cavour una base teorica utile alla sua inclinazione all'analisi matematica.
Trasferito nel 1830 a Genova, l'ufficiale Camillo Benso ebbe modo di conoscere la marchesa Anna Giustiniani Schiaffino, con la quale avvierà un'importante amicizia intrattenendo con lei un lungo rapporto epistolare.
All'età di ventidue anni Cavour venne nominato sindaco di Grinzane, dove la famiglia aveva dei possedimenti, e ricoprì tale carica fino al 1848. Dal dicembre 1834 iniziò a viaggiare all'estero studiando lo sviluppo economico di paesi largamente industrializzati come Francia e Gran Bretagna. In questo contesto culturale, già a ventidue anni, Cavour era influenzato dagli ideali risorgimentali e manifestava nelle sue lettere private il sogno di diventare "primo ministro del Regno d'Italia".

#### I viaggi di formazione a Parigi e a Londra
Accompagnato dall'amico Pietro De Rossi di Santarosa, Cavour nel febbraio del 1835 raggiunse Parigi, dove si fermò per quasi due mesi e mezzo: visitò istituzioni pubbliche di ogni genere e frequentò gli ambienti politici della Monarchia di Luglio. Partito dalla capitale francese, il 14 maggio 1835 arrivò a Londra dove si interessò di questioni sociali.
Durante questo periodo il giovane Conte sviluppò quella propensione conservatrice che lo accompagnerà per tutta la vita, ma al tempo stesso sentì fortemente crescere l'interesse e l'entusiasmo per il progresso dell'industria, per l'economia politica e per il libero scambio.
Di nuovo a Parigi, fra il 1837 e il 1840 frequentò assiduamente la Sorbona e incontrò, oltre a vari intellettuali, gli esponenti della monarchia di Luigi Filippo della quale conservava una viva ammirazione.
Nel marzo 1841 fondò con degli amici la Società del Whist, club prestigioso costituito dalla più alta aristocrazia torinese.

### Da proprietario terriero a deputato (1843-1850)
Fra il ritorno dai viaggi all'estero nel giugno del 1843 e l'ingresso al governo nell'ottobre del 1850, Cavour si dedicò ad una nutrita serie di iniziative nel campo dell'agricoltura, dell'industria, della finanza e della politica.

#### Gli affari in agricoltura e nell'industria
Importante possidente terriero, Cavour contribuì, già nel maggio 1842, alla costituzione dell'Associazione agraria che si proponeva di promuovere le migliori tecniche e politiche agrarie, per mezzo anche di una Gazzetta che fin dall'agosto 1843 pubblicava un articolo del Conte.
Impegnatissimo nell'attività di gestione soprattutto della sua tenuta di Leri, Cavour nell'autunno 1843, grazie alla collaborazione di Giacinto Corio, iniziò un'attività di miglioramenti nei settori dell'allevamento del bestiame, dei concimi e delle macchine agricole. In sette anni (dal 1843 al 1850) la sua produzione di riso, frumento e latte crebbe sensibilmente, e quella di mais addirittura risultò triplicata.
Ad integrare le innovazioni della produzione agricola, Camillo Benso intraprese anche delle iniziative di carattere industriale con risultati più o meno buoni. Fra le iniziative più importanti, la partecipazione alla costituzione della Società anonima dei molini anglo-americani di Collegno nel 1850, di cui il Conte divenne successivamente il maggiore azionista e che ebbe dopo l'unità d'Italia una posizione di primo piano nel Paese.
Le estese relazioni d'affari a Torino, Chivasso e Genova e soprattutto l'amicizia dei banchieri De La Rüe, consentirono inoltre a Cavour di operare in un mercato più ampio rispetto a quello usuale degli agricoltori piemontesi cogliendo importanti opportunità di guadagno. Nell'anno 1847, ad esempio, realizzò introiti assai cospicui approfittando del pessimo raccolto di cereali in tutta Europa che diede luogo ad un aumento della richiesta spingendo i prezzi a livelli inconsueti.

#### Lo sviluppo delle idee politiche
Oltre ai suoi interventi sulla Gazzetta della Associazione agraria, Cavour in quegli anni si dedicò alla scrittura di alcuni saggi sui progressi dell'industrializzazione e del libero scambio in Gran Bretagna, e sugli effetti che ne sarebbero derivati sull'economia e sulla società italiana.
Principalmente Cavour esaltava le ferrovie come strumento di progresso civile al quale, piuttosto che alle sommosse, era affidata la causa nazionale. Egli a tale proposito mise in rilievo l'importanza che avrebbero avuto due linee ferroviarie: una Torino-Venezia e una Torino-Ancona.
Senza alcun bisogno di una rivoluzione, il progresso della civiltà cristiana e lo sviluppo dei lumi sarebbero sfociati, secondo il conte, in una crisi politica che l'Italia era chiamata a sfruttare.
Camillo Benso aveva infatti fede nel progresso che era soprattutto intellettuale e morale, poiché risorsa della dignità e della capacità creativa dell'uomo. A tale convinzione si accompagnava l'altra che la libertà economica è causa di interesse generale, destinata a favorire tutte le classi sociali. Sullo sfondo di questi due principi emergeva il valore della nazionalità:
(Cavour, Chemins de fer, 1846, da Romeo, pp. 137, 141)
.

#### A favore dello Statuto e della guerra del 1848

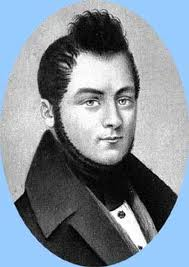
Cavour ventenne

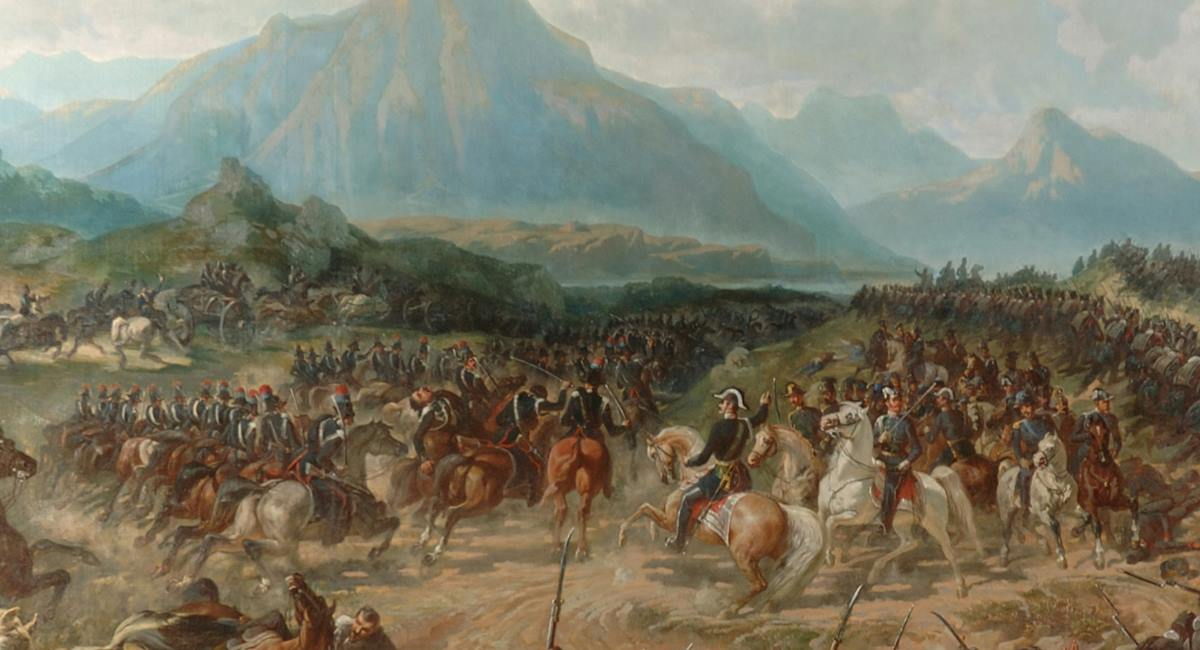
La battaglia di Pastrengo. Nel 1848 Cavour sostenne la guerra contro l'Austria come soluzione al pericolo rivoluzionario che minacciava il Piemonte.

Nel 1847 Cavour fece la sua comparsa ufficiale sulla scena politica come fondatore, assieme al cattolico liberale Cesare Balbo, del periodico Il Risorgimento, di cui assunse la direzione. Il giornale, costituitosi grazie ad un ammorbidimento della censura di re Carlo Alberto, si schierò più apertamente di tutti gli altri, nel gennaio del 1848, a favore di una costituzione.
La presa di posizione, che era anche di Cavour, si rimarcò con la caduta in Francia (24 febbraio 1848) della cosiddetta Monarchia di luglio, con la quale crollava il riferimento politico del Conte in Europa.
In questa atmosfera, il 4 marzo 1848, Carlo Alberto promulgò lo Statuto albertino. Questa "costituzione breve" deluse gran parte dell'opinione pubblica liberale, ma non Cavour che annunciò un'importante legge elettorale per la quale era stata nominata una commissione, presieduta da Cesare Balbo, e della quale anche lui faceva parte. Tale legge, poi approvata, con qualche adeguamento rimase in vigore fino alla riforma elettorale del Regno d'Italia del 1882.
Con la repubblica in Francia, la rivoluzione a Vienna e Berlino, l'insurrezione a Milano e il sollevamento del patriottismo in Piemonte e Liguria, Cavour, temendo che il regime costituzionale potesse diventare vittima dei rivoluzionari se non avesse agito, si pose in testa al movimento interventista incitando il Re ad entrare in guerra contro l'Austria e ricompattare l'opinione pubblica.
Il 23 marzo 1848, Carlo Alberto dichiarò guerra all'Austria. Dopo i successi iniziali, l'andamento del conflitto mutò e la vecchia aristocrazia militare del regno fu esposta a dure critiche. Alle prime sconfitte piemontesi Cavour chiese che si risalisse ai colpevoli che avevano tradito le prove di valore dei semplici soldati. La deprecata condotta della guerra spinse allora alla convinzione che il Piemonte non sarebbe stato al sicuro fino a quando i poteri dello Stato non fossero stati controllati da uomini di fede liberale.

#### Deputato al Parlamento Subalpino

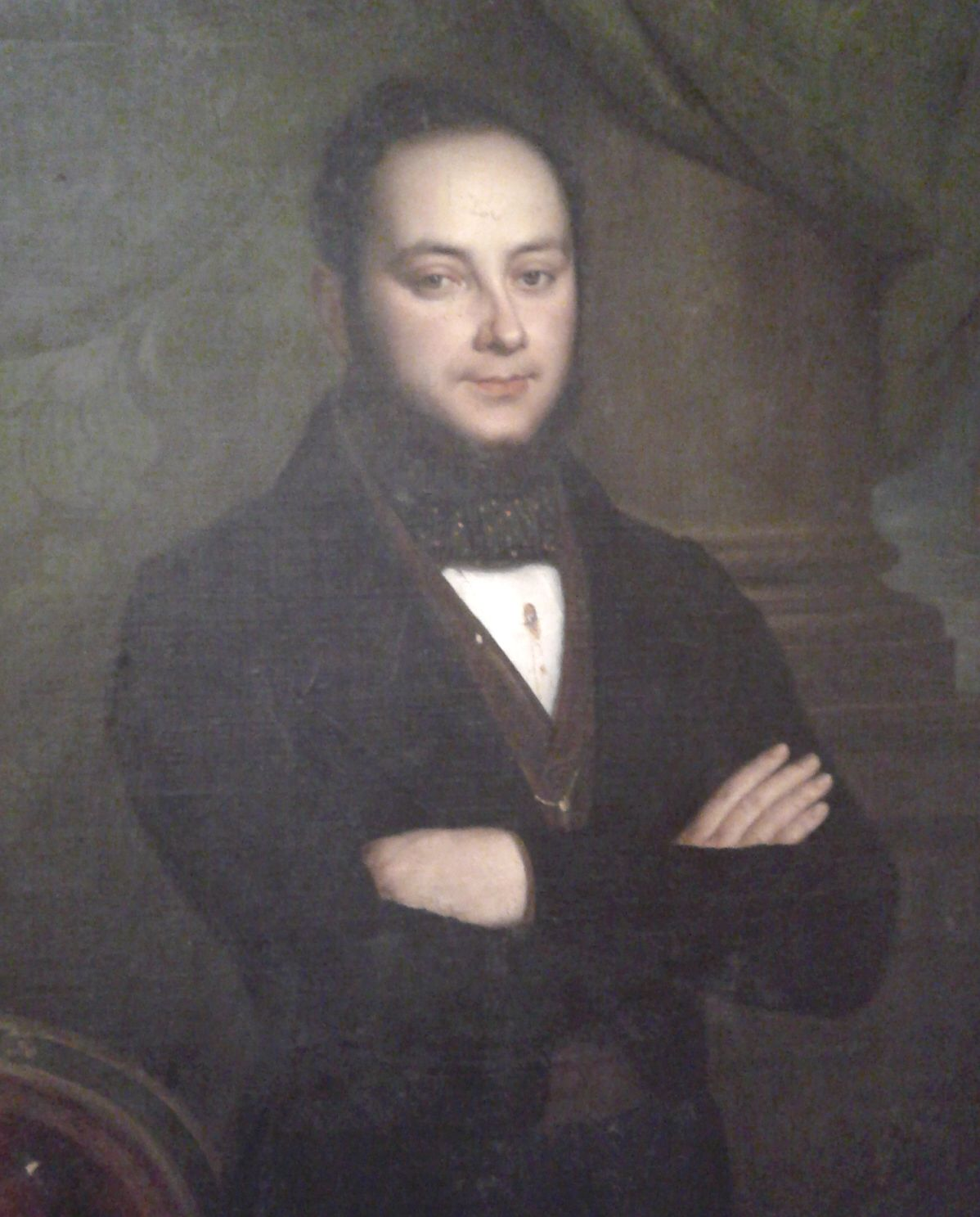
Cavour a 31 anni, nel 1841.

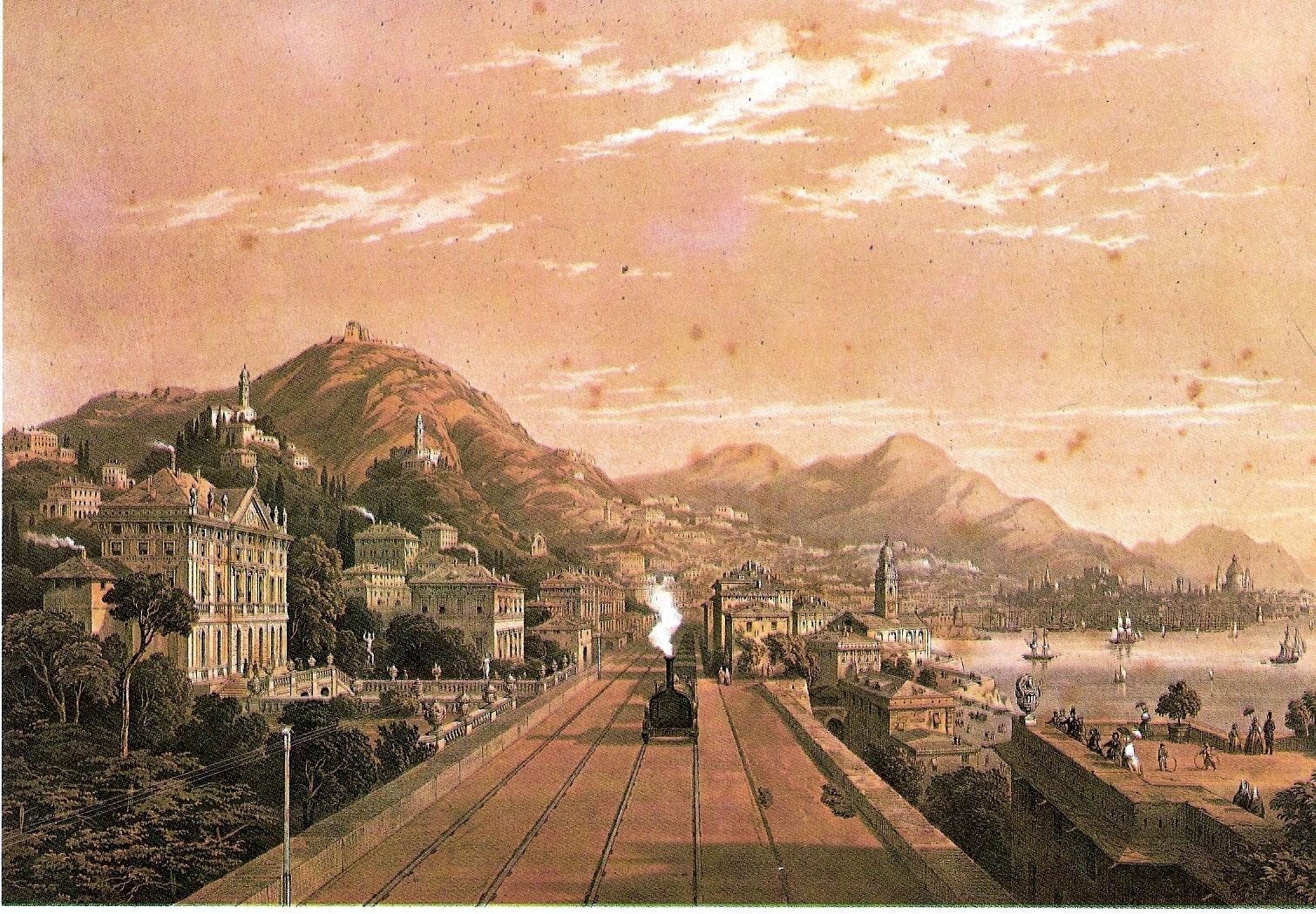
La linea ferroviaria Torino-Genova nel 1854. Cavour attribuì alle ferrovie un'importanza decisiva nello sviluppo del progresso civile e del movimento nazionale.

Il 27 aprile 1848 ci furono le prime elezioni del nuovo regime costituzionale. Cavour, forte della sua attività di giornalista politico, si candidò alla Camera dei deputati e fu eletto nelle elezioni suppletive del 26 giugno. Fece il suo ingresso alla Camera (Palazzo Carignano) prendendo posto nei banchi di destra il 30 giugno 1848.
Fedele agli interessi piemontesi, che egli vedeva minacciati dalle forze radicali genovesi e lombarde, Cavour fu oppositore sia dell'esecutivo di Cesare Balbo, sia di quello successivo del milanese Gabrio Casati. Tuttavia, quando, a seguito della sconfitta di Custoza, il governo Casati chiese i pieni poteri, Cavour si pronunciò in suo favore. Ciò non evitò però l'abbandono di Milano agli austriaci e l'armistizio Salasco del 9 agosto 1848.
Al termine di questa prima fase della guerra, il governo di Cesare di Sostegno e il successivo di Ettore di San Martino imboccarono la strada della diplomazia. Entrambi furono appoggiati da Cavour che criticò aspramente Gioberti ancora risoluto a combattere l'Austria. Nel suo primo grande discorso parlamentare, Camillo Benso, il 20 ottobre 1848 si pronunciò infatti per il rinvio delle ostilità, confidando nella mediazione diplomatica della Gran Bretagna, gelosa della nascente potenza germanica e quindi favorevole alla causa italiana. Con l'appoggio di Cavour la linea moderata del governo San Martino passò, anche se il debole esecutivo su un argomento minore rassegnò le dimissioni il 3 dicembre 1848.
Nell'impossibilità di formare una diversa compagine ministeriale, re Carlo Alberto diede l'incarico a Gioberti, il cui governo (insediatosi il 15 dicembre 1848) Cavour considerò di "pura sinistra". A discapito del Conte arrivarono anche le elezioni del 22 gennaio 1849, al cui ballottaggio fu sconfitto da Giovanni Ignazio Pansoya. Lo schieramento politico vincitore era tuttavia troppo eterogeneo per affrontare la difficile situazione del Paese, sospeso ancora fra pace e guerra, e Gioberti dovette dimettersi il 21 febbraio 1849.
Cambiando radicalmente politica di fronte alla crisi rivoluzionaria di cui ravvisava ancora il pericolo, Cavour si pronunciò per una ripresa delle ostilità contro l'Austria. La sconfitta di Novara (23 marzo 1849) dovette precipitarlo nuovamente nello sconforto.

#### Capo della maggioranza parlamentare

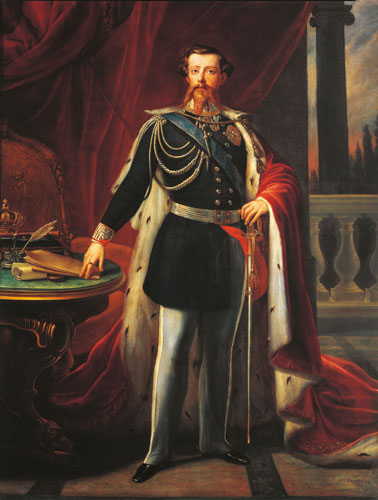
Il re di Sardegna Vittorio Emanuele II, di cui Cavour condivise le prime iniziative politiche.

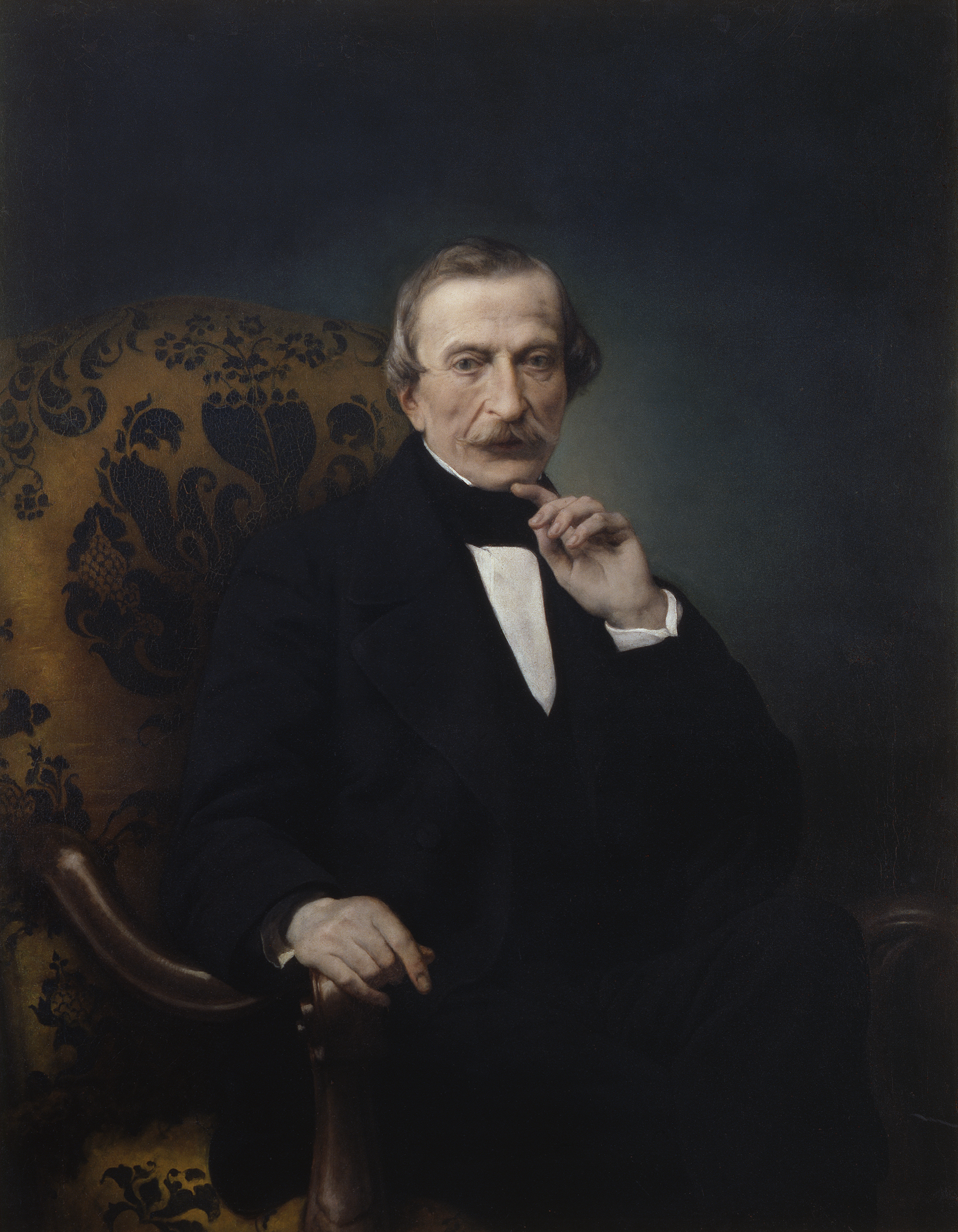
Massimo d'Azeglio fu presidente del Consiglio del ministro Cavour.

La grave sconfitta piemontese portò, il 23 marzo 1849, all'abdicazione di Carlo Alberto a favore del figlio Vittorio Emanuele. Costui, aperto avversario della politica paterna di alleanze con la sinistra, sostituì il governo dei democratici (che chiedevano la guerra a oltranza) con un esecutivo presieduto dal generale Gabriele de Launay. Tale governo, che fu salutato con favore da Cavour e che riprese il controllo di Genova insorta contro la monarchia, fu sostituito (7 maggio 1849) dal primo governo di Massimo d'Azeglio. Di questo nuovo presidente del Consiglio Il Risorgimento fece sua la visione del Piemonte come roccaforte della libertà italiana.
Le elezioni del 15 luglio 1849 portarono, tuttavia, ad una nuova, benché debole, maggioranza dei democratici. Cavour fu rieletto, ma D'Azeglio convinse Vittorio Emanuele II a sciogliere la Camera dei deputati e il 20 novembre 1849 il Re emanò il proclama di Moncalieri, con cui invitava il suo popolo ad eleggere candidati moderati che non fossero a favore di una nuova guerra. Il 9 dicembre fu rieletta l'assemblea che, finalmente, espresse un voto schiacciante a favore della pace. Fra gli eletti figurava di nuovo Cavour che, nel collegio di Torino I, ottenne 307 voti contro i 98 dell'avversario.
In quel periodo Camillo Benso si mise in evidenza anche per le sue doti di abile operatore finanziario. Ebbe infatti una parte di primo piano nella fusione della Banca di Genova e della nascente Banca di Torino, che diede vita alla Banca Nazionale degli Stati Sardi.
Dopo il successo elettorale del dicembre 1849 Cavour divenne una delle figure dominanti dell'ambiente politico piemontese e gli venne riconosciuta la funzione di guida della maggioranza moderata che si era costituita.
Forte di questa posizione sostenne che fosse arrivato il tempo delle riforme, favorite dallo Statuto albertino che aveva creato reali prospettive di progresso. Si sarebbe potuto innanzitutto staccare il Piemonte dal fronte cattolico-reazionario che trionfava nel resto d'Italia.
A tale scopo il primo passo fu la promulgazione delle cosiddette leggi Siccardi (9 aprile e 5 giugno 1850) che abolirono vari privilegi del clero nel Regno di Sardegna e con le quali si aprì una fase di scontri con la Santa Sede, con episodi gravi sia da parte di D'Azeglio sia da parte di papa Pio IX. Fra questi ultimi ci fu il rifiuto di impartire l'estrema unzione all'amico di Cavour, Pietro di Santarosa, morto il 5 agosto 1850. A seguito di questo rifiuto Cavour per reazione ottenne l'espulsione da Torino dell'Ordine dei Servi di Maria, nel quale militava il sacerdote che si era rifiutato di impartire il sacramento, influenzando probabilmente anche la decisione di arresto dell'arcivescovo di Torino Luigi Fransoni.

### Ministro del Regno di Sardegna (1850-1852)

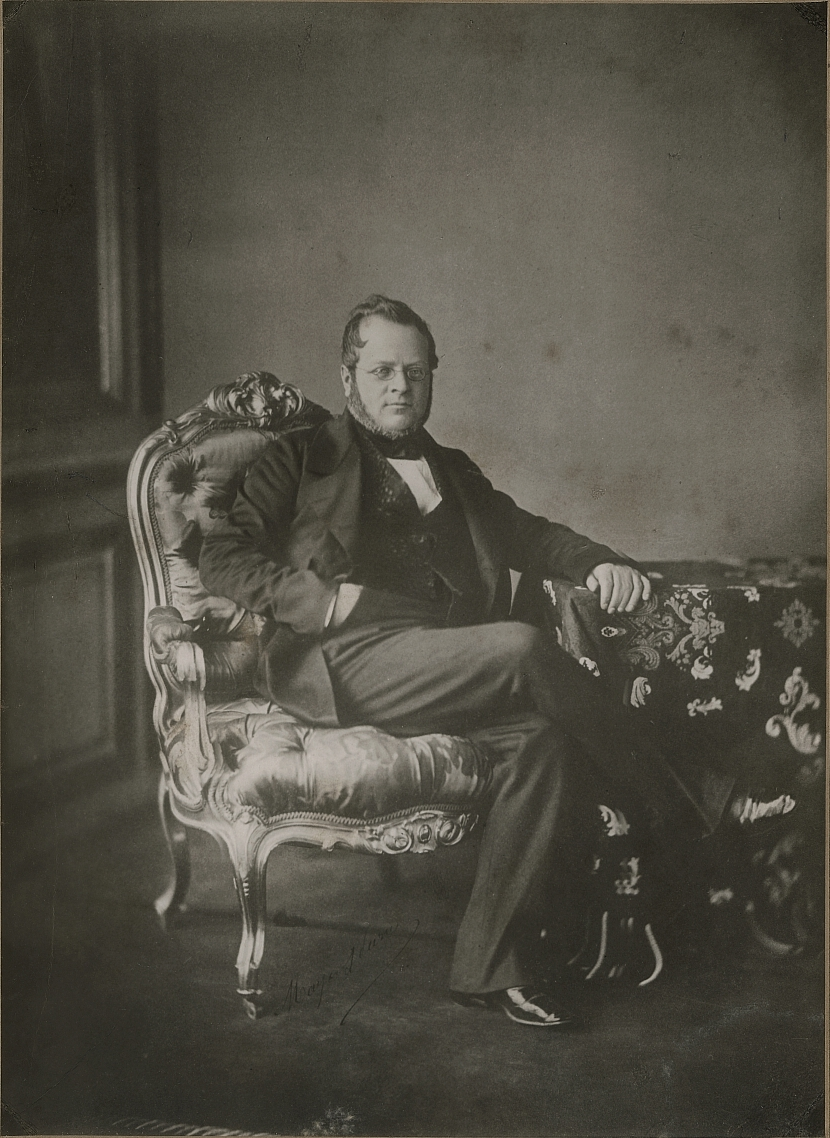
Cavour intorno al 1850.

L'Italia al tempo in cui Cavour ebbe il suo primo incarico governativo, nel 1850.

Con la morte dell'amico Santarosa, che ricopriva la carica di ministro dell'Agricoltura e del Commercio, Cavour, forte della parte di primo piano assunta nella battaglia anticlericale e della sua riconosciuta competenza tecnica, fu designato come naturale successore del ministro scomparso.
La decisione di nominare Cavour ministro dell'Agricoltura e del Commercio fu presa dal presidente del Consiglio D'Azeglio, convinto da alcuni deputati, assieme a Vittorio Emanuele II, che fu incoraggiato in tal senso da Alfonso La Marmora. Il Conte prestò così giuramento l'11 ottobre 1850.

#### Ministro dell'Agricoltura e del commercio
Fra i primi incarichi sostenuti da Camillo Benso ci furono una circolare ai sindaci sulla graduale introduzione della libera panificazione  e il rinnovo del trattato commerciale con la Francia, improntato all'insegna del libero commercio.
L'accordo, che non fu particolarmente vantaggioso per il Piemonte, dovette essere sostenuto da motivazioni politiche per essere approvato, benché Cavour ribadisse che ogni riduzione doganale fosse di per sé un beneficio.
Affrontata la materia dei trattati di commercio, il Conte diede anche l'avvio ai negoziati con il Belgio e la Gran Bretagna. Con entrambi i Paesi ottenne e concesse estese facilitazioni doganali. I due trattati, conclusi il 24 gennaio e il 27 febbraio 1851 rispettivamente, furono il primo atto di vero liberismo commerciale compiuto da Cavour.
Questi due accordi, per i quali il Conte ottenne un largo successo parlamentare, aprirono la strada ad una riforma generale dei dazi la cui legge fu promulgata il 14 luglio 1851. Intanto nuovi trattati commerciali erano stati firmati, fra marzo e giugno, con la Grecia, le città anseatiche, l'Unione doganale tedesca, la Svizzera e i Paesi Bassi. Con 114 voti favorevoli e 23 contrari, la Camera approvò perfino un trattato analogo con l'Austria, concludendo quella prima fase della politica doganale di Cavour che realizzava per il Piemonte il passaggio dal protezionismo al libero scambio.
Nello stesso periodo a Cavour fu affidato anche l'incarico di ministro della Marina e, come in situazioni analoghe, egli si distinse per le sue idee innovative entrando in contrasto con gli alti ufficiali di tendenze reazionarie che si opponevano finanche all'introduzione della navigazione a vapore. D'altro canto la truppa era molto indisciplinata e l'intenzione di Cavour sarebbe stata quella di far diventare la Marina sarda un corpo di professionisti come quella del Regno delle Due Sicilie.

#### Ministro delle Finanze
Intanto, già dal 19 aprile 1851, Cavour aveva sostituito Giovanni Nigra al Ministero delle Finanze, conservando tutti gli altri incarichi. Il Conte, durante la delicata fase del dibattito parlamentare per l'approvazione dei trattati commerciali con Gran Bretagna e Belgio, aveva annunciato di lasciare il governo se non si fosse abbandonata l'abitudine di affidare ad un deputato (in questo caso Nigra) l'incarico delle Finanze. C'erano stati per questo gravi dissensi fra D'Azeglio e Cavour che, alla fine, aveva ottenuto il ministero.
D'altra parte il governo di Torino aveva disperato bisogno di liquidi, principalmente per pagare le indennità imposte dagli austriaci dopo la prima guerra di indipendenza e Cavour, per la sua abilità e i suoi contatti sembrava l'uomo giusto per gestire la delicata situazione. Il Regno di Sardegna era già fortemente indebitato con i Rothschild dalla cui dipendenza il conte voleva sottrarre il Paese e, dopo alcuni tentativi falliti con la Bank of Baring, Cavour ottenne un importante prestito dalla più piccola Bank of Hambro.
Assieme a questo del prestito (3,6 milioni di sterline), Camillo Benso ottenne vari altri risultati. Riuscì a chiarire e sintetizzare la situazione effettiva del bilancio statale che, per quanto precaria, apparve migliore rispetto a quanto si pensasse; fece approvare su tutti gli enti morali laici ed ecclesiastici un'unica imposta del 4% del reddito annuo; ottenne l'imposta delle successioni; dispose per l'aumento di capitale della Banca Nazionale degli Stati Sardi aumentandone l'obbligo delle anticipazioni allo Stato e avviò la collaborazione tra finanza pubblica e iniziativa privata.
A tale riguardo accolse, nell'agosto 1851, le proposte di aziende britanniche per la realizzazione delle linee ferroviarie Torino-Susa e Torino-Novara, i cui progetti divennero legge il 14 giugno e l'11 luglio 1852 rispettivamente. Concesse all'armatore Raffaele Rubattino la linea di navigazione sovvenzionata fra Genova e la Sardegna, e a gruppi genovesi l'esercizio di miniere e saline in Sardegna. Fino a promuovere grandi progetti come l'istituzione a Genova della Compagnia Transatlantica o come la fondazione della società Ansaldo, futura fabbrica di locomotive a vapore.

#### L'alleanza con il Centrosinistra

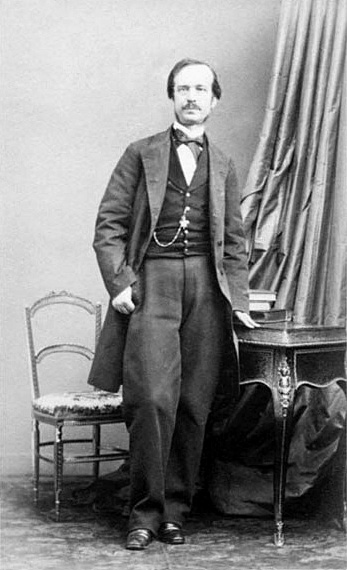
Urbano Rattazzi, alleato politico di Cavour nel cosiddetto “connubio”.

Spinto ormai dal desiderio di raggiungere la carica di capo del governo e insofferente per la politica di d'Azeglio di alleanza con la destra clericale, Cavour all'inizio del 1852 ebbe l'idea di stringere un'intesa, il cosiddetto “connubio”, con il Centrosinistra di Urbano Rattazzi. Costui, con i voti convergenti dei deputati guidati da Cavour e di quelli del Centrosinistra, ottenne, l'11 maggio 1852, la presidenza della Camera del Parlamento Subalpino.
Il presidente del Consiglio D'Azeglio, contrario come Vittorio Emanuele II alla manovra politica di Cavour, diede le dimissioni, ottenendo puntualmente il reincarico dal re. Il governo che ne scaturì il 21 maggio 1852, assai debole, non comprendeva più Cavour che D'Azeglio aveva sostituito con Luigi Cibrario.
Il Conte non si scoraggiò e, in preparazione della ripresa della lotta politica, partì per un viaggio in Europa. Al suo ritorno a Torino, appoggiato dagli uomini del "connubio" che rappresentavano ormai il più moderno liberalismo del Piemonte, forte di un ampio consenso, diveniva il 4 novembre 1852 per la prima volta Presidente del Consiglio dei ministri.

### In Gran Bretagna e Francia (1852)
Prima della sua definitiva affermazione, come abbiamo visto, Cavour partì da Torino il 26 giugno 1852 per un periodo di esperienze all'estero. L'8 luglio era a Londra, dove si interessò ai più recenti progressi dell'industria prendendo contatti con uomini d'affari, agricoltori e industriali, e visitando impianti e arsenali. Rimase nella capitale britannica fino al 5 agosto e partì poi per un viaggio nel Galles; nell'Inghilterra settentrionale, di cui visitò i distretti manifatturieri, e in Scozia. A Londra e nelle loro residenze di campagna ebbe vari incontri con esponenti politici britannici. Vide il ministro degli Esteri Malmesbury, Palmerston, Clarendon, Disraeli, Cobden, Lansdowne e Gladstone.
Colpito dalla grandezza imperiale della Gran Bretagna, Cavour proseguì il viaggio e passò La Manica alla volta di Parigi, dove giunse il 29 agosto 1852. Nella capitale francese Luigi Napoleone era presidente della Seconda Repubblica, alla quale darà poi fine proclamandosi (2 dicembre 1852) imperatore.
L'attenzione del conte, raggiunto a Parigi dall'alleato Rattazzi, si concentrò sulla nuova classe dirigente francese, con la quale prese contatti. Entrambi si recarono dal nuovo ministro degli Esteri Drouyn de Lhuys e il 5 settembre pranzarono con il principe presidente Luigi Napoleone traendone già buone impressioni e grandi auspici per il futuro dell'Italia.
Cavour ripartì per Torino giungendovi il 16 ottobre 1852, dopo un'assenza di oltre tre mesi.

### Il primo governo Cavour (1852-1855)

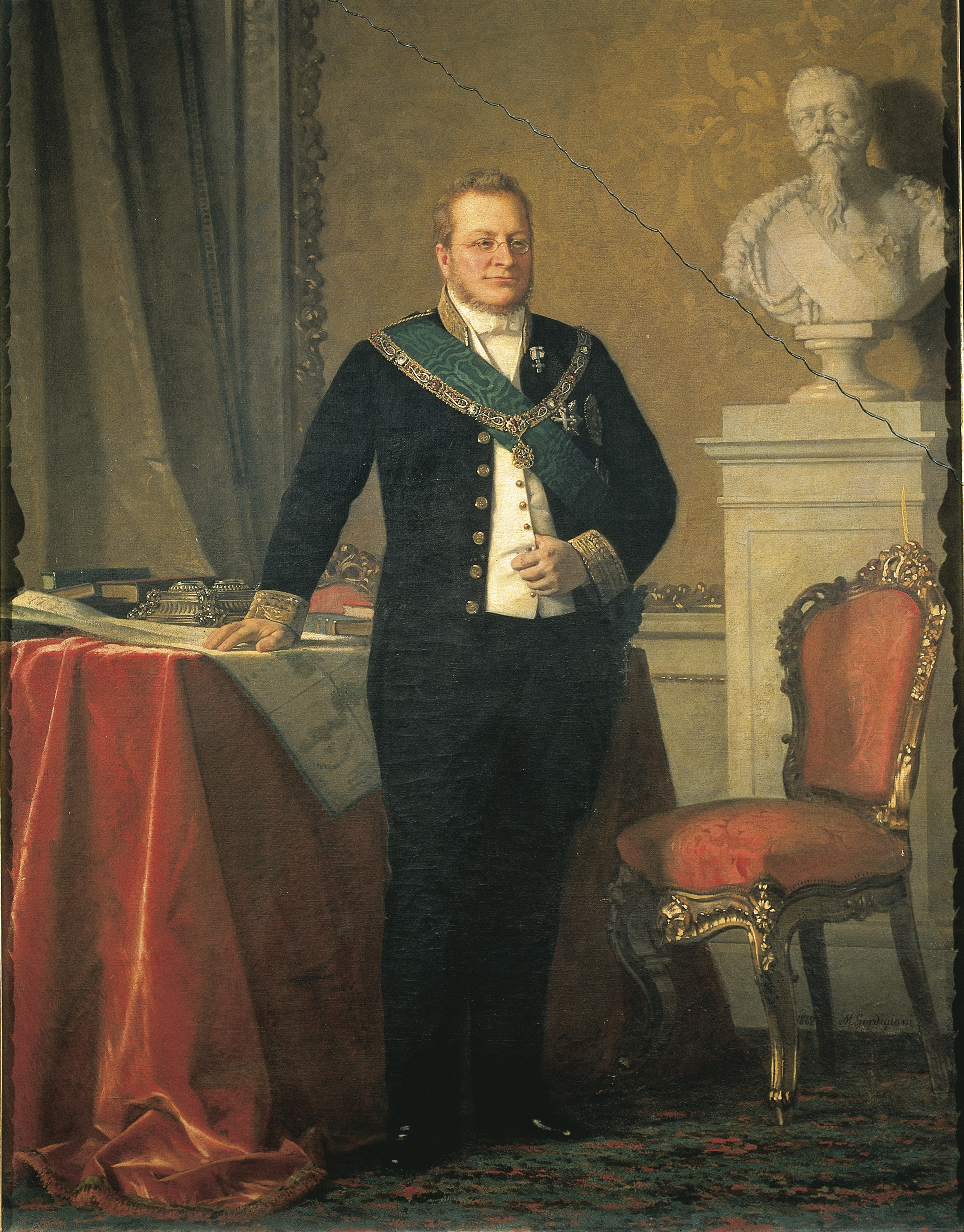
Cavour divenne per la prima volta presidente del Consiglio il 4 novembre 1852.

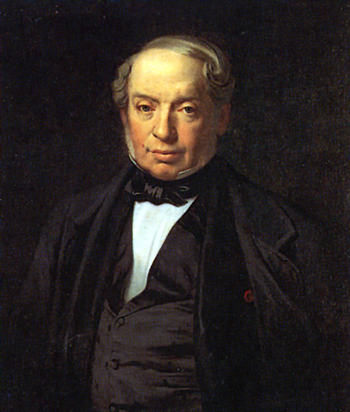
Il banchiere francese James Mayer de Rothschild con cui Cavour trattò diverse volte prestiti per il Piemonte.

Dopo pochi giorni dal ritorno di Cavour a Torino, il 22 ottobre 1852, d'Azeglio, a capo di un debole esecutivo che aveva scelto di continuare una politica anticlericale, diede le dimissioni.
Vittorio Emanuele II, su suggerimento di La Marmora, chiese a Cavour di formare un nuovo governo, a condizione che il Conte negoziasse con lo Stato Pontificio le questioni rimaste aperte, prima fra tutte quella dell'introduzione in Piemonte del matrimonio civile. Cavour rispose che non avrebbe potuto cedere di fronte al Papa e indicò in Cesare Balbo il successore di D'Azeglio. Balbo non trovò l'accordo con l'esponente di destra Revel e il Re fu costretto a tornare da Cavour. Costui accettò allora di formare il nuovo governo il 2 novembre 1852, promettendo di far seguire alla legge del matrimonio civile il suo normale percorso parlamentare (senza porre cioè la fiducia)
Costituito il suo primo governo due giorni dopo, Cavour si adoperò con passione a favore del matrimonio civile che però fu respinto al Senato costringendo il Conte a rinunciarvi.
Intanto il movimento repubblicano che faceva capo a Giuseppe Mazzini non smetteva di preoccupare Cavour: il 6 febbraio 1853 una sommossa scoppiò contro gli austriaci a Milano e il conte, temendo l'allargarsi del fenomeno al Piemonte, fece arrestare diversi mazziniani (fra cui Francesco Crispi). Tale decisione gli attirò l'ostilità della Sinistra, specie quando gli austriaci lo ringraziarono per gli arresti.
Quando però, il 13 febbraio, il governo di Vienna stabilì la confisca delle proprietà dei rifugiati lombardi in Piemonte, Cavour protestò energicamente, richiamando l'ambasciatore sardo.

#### Le riforme della finanza e della giustizia

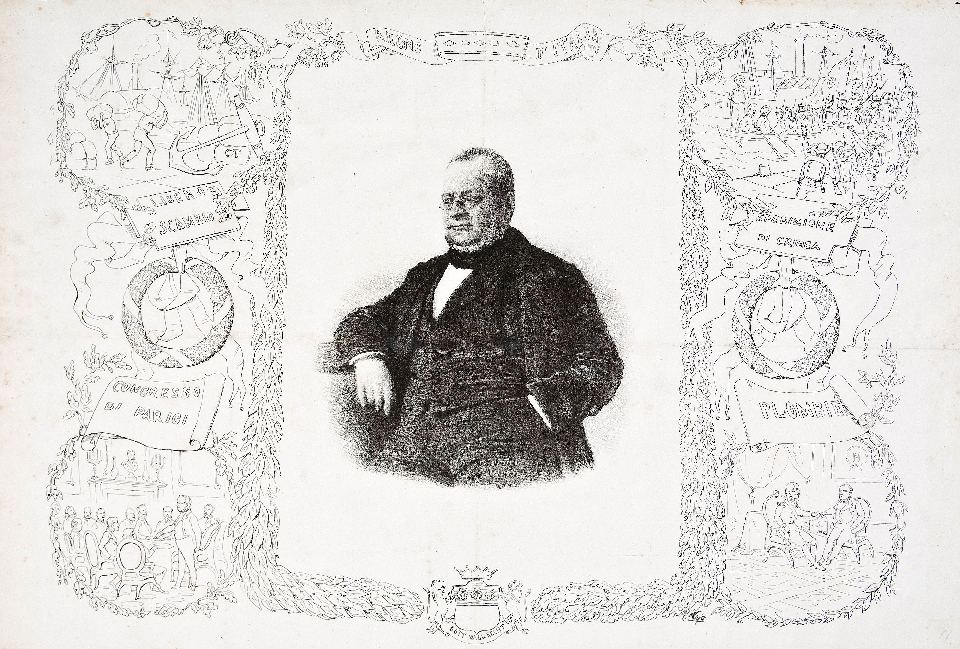
Casimiro Teja - Camillo Benso Conte di Cavour - Museo del Tricolore

Obiettivo principale del primo governo Cavour fu la restaurazione finanziaria del Paese. Per raggiungere il pareggio il conte prese varie iniziative: innanzi tutto fu costretto a ricorrere ai banchieri Rothschild poi, richiamandosi al sistema francese, sostituì alla dichiarazione dei redditi l'accertamento giudiziario, fece massicci interventi nel settore delle concessioni demaniali e dei servizi pubblici, e riprese la politica dello sviluppo degli istituti di credito.
D'altro canto il governo effettuò grandi investimenti nel settore delle ferrovie, proprio quando, grazie alla riforma doganale, le esportazioni stavano avendo un aumento considerevole. Ci furono tuttavia notevoli resistenze ad introdurre nuove imposte fondiarie e, in generale, nuove tasse che colpissero il ceto di cui era composto il parlamento.
Cavour, in effetti, non riuscì mai a realizzare le condizioni politiche che consentissero una base finanziaria adeguata alle sue iniziative.
Il 19 dicembre 1853, si parlò di "quasi restaurate finanze", benché la situazione fosse più seria di quanto annunciato, anche per la crisi internazionale che precedette la guerra di Crimea. Cavour di conseguenza si accordò ancora con i Rothschild per un prestito, ma riuscì anche a collocare presso il pubblico dei risparmiatori, con un netto successo politico e finanziario, una buona parte del debito contratto.
A Camillo Benso d'altronde non mancava il consenso politico. Alle elezioni dell'8 dicembre 1853 furono eletti 130 candidati dell'area governativa, 52 della Sinistra e 22 della Destra. Nonostante ciò, per replicare all'elezione di importanti politici avversari il Conte sviluppò un'offensiva politica sull'ordinamento giudiziario che la crisi economica non gli permetteva di concentrare altrove. Fu deciso, anche per recuperare parte della Sinistra, di riprendere la politica anticlericale.
A tale riguardo il ministro della Giustizia Urbano Rattazzi, all'apertura della V legislatura presentò una proposta di legge sulla modifica del codice penale. Il nucleo della proposta consisteva in nuove pene previste per i sacerdoti che, abusando del loro ministero, avessero censurato le leggi e le istituzioni dello Stato. La norma fu approvata alla Camera a larga maggioranza (raccogliendo molti voti a Sinistra) e, con maggiore difficoltà, anche al Senato.
Furono successivamente adottate modifiche anche al codice di procedura penale e fu ultimato il percorso per l'approvazione del codice di procedura civile.

#### L'intervento nella guerra di Crimea

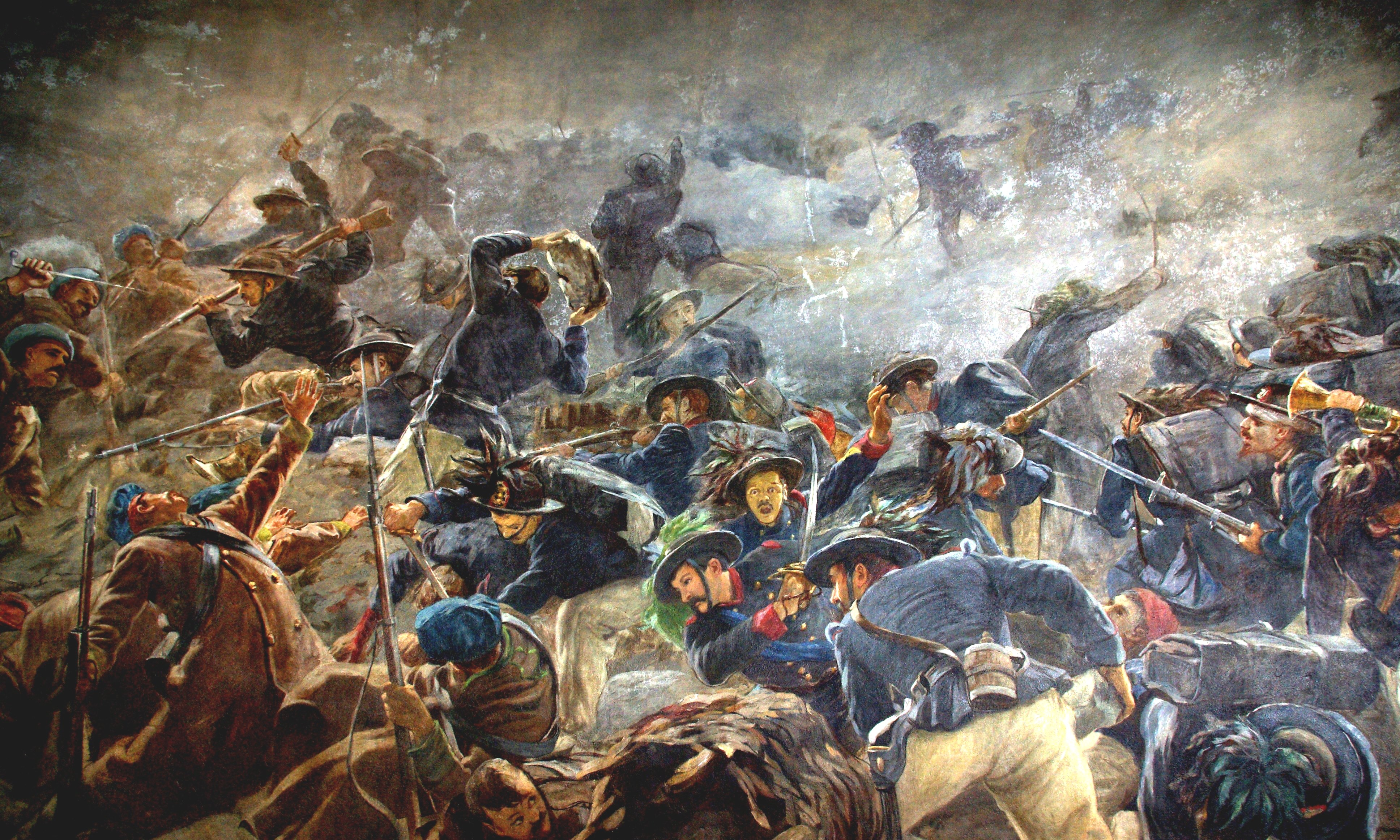
Con la Battaglia della Cernaia il corpo di spedizione piemontese, voluto da Cavour, si distinse nella guerra di Crimea e consentì di porre la questione italiana a livello europeo.

Nel 1853 si sviluppò una crisi europea scaturita da una disputa religiosa fra la Francia e la Russia sul controllo dei luoghi santi nel territorio dell'Impero ottomano. L'atteggiamento russo provocò l'ostilità anche del governo inglese che sospettava che lo Zar volesse conquistare Costantinopoli e interrompere la via terrestre per l'India britannica.
Il 1º novembre 1853 la Russia dichiarò guerra all'Impero ottomano, che aveva accettato la linea francese, aprendo quella che sarà chiamata la guerra di Crimea. Conseguentemente, il 28 marzo 1854 la Gran Bretagna e la Francia dichiararono guerra alla Russia. La questione, per le opportunità politiche che potevano presentarsi, cominciò ad interessare Cavour. Egli infatti, nell'aprile 1854, rispose alle richieste dell'ambasciatore inglese James Hudson affermando che il Regno di Sardegna sarebbe intervenuto nella guerra se anche l'Austria avesse attaccato la Russia, di modo da non esporre il Piemonte all'esercito asburgico.
La soddisfazione degli inglesi fu evidente, ma per tutta l'estate del 1854 l'Austria rimase neutrale. Infine, il 29 novembre 1854, il ministro degli Esteri britannico Clarendon scrisse ad Hudson chiedendogli di fare di tutto per assicurarsi un corpo di spedizione piemontese. Un incitamento superfluo, poiché Cavour era già arrivato alla conclusione che le richieste inglesi e quelle francesi, queste ultime fatte all'inizio della crisi a Vittorio Emanuele II, dovevano essere soddisfatte. Il Conte decise quindi per l'intervento sollevando le perplessità del ministro della Guerra La Marmora e del ministro degli Esteri Giuseppe Dabormida che si dimise.
Assumendo anche la carica di ministro degli Esteri, Cavour, il 26 gennaio 1855, firmò l'adesione finale del Regno di Sardegna al trattato anglo-francese. Il Piemonte avrebbe fornito 15.000 uomini e le potenze alleate avrebbero garantito l'integrità del Regno di Sardegna da un eventuale attacco austriaco. Il 4 marzo 1855, Cavour dichiarò guerra alla Russia e il 25 aprile il contingente piemontese salpò da La Spezia per la Crimea dove arrivò ai primi di maggio. Il Piemonte avrebbe raccolto i benefici della spedizione con la seconda guerra di indipendenza, quattro anni dopo.

#### La legge sui conventi: la Crisi Calabiana

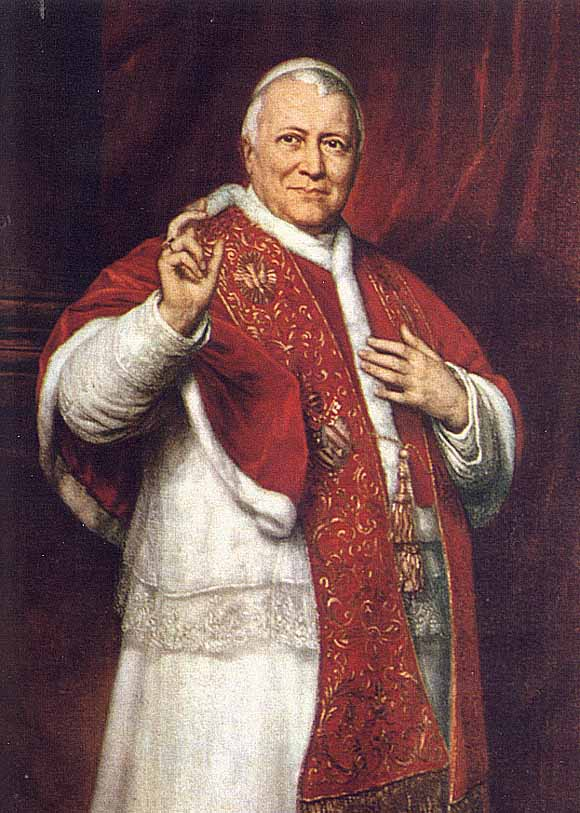
Papa Pio IX scomunicò Cavour dopo l'approvazione della Legge sui conventi.

Con l'intento di avvicinarsi alla Sinistra e ostacolare la Destra conservatrice che andava guadagnando terreno a causa della crisi economica, il governo Cavour il 28 novembre 1854 presentò alla Camera la legge sui conventi. La norma, nell'ottica del liberalismo anticlericale, prevedeva la soppressione degli ordini religiosi non dediti all'insegnamento o all'assistenza dei malati. Durante il dibattito parlamentare vennero attaccati, anche da Cavour, soprattutto gli ordini mendicanti come nocivi alla moralità del Paese e contrari alla moderna etica del lavoro.
La forte maggioranza alla Camera del Conte dovette affrontare l'opposizione del clero, del Re e soprattutto del Senato che in prima istanza bocciò la legge. Cavour allora si dimise (27 aprile 1855) aprendo una crisi politica chiamata crisi Calabiana dal nome del vescovo di Casale Luigi Nazari di Calabiana, senatore e avversario del progetto di legge.

### Il secondo governo Cavour (1855-1859)

#### La legge sui conventi: l'approvazione
Dopo qualche giorno dalle dimissioni, vista l'impossibilità a formare un nuovo esecutivo, il 4 maggio 1855, Cavour fu reintegrato dal Re nella carica di presidente del Consiglio. Al termine di giorni di discussioni nei quali Cavour ribadì che «la società attuale ha per base economica il lavoro», la legge fu approvata con un emendamento che lasciava i religiosi nei conventi fino all'estinzione naturale delle loro comunità. A seguito dell'approvazione della legge sui conventi, il 26 luglio 1855 papa Pio IX emanò la scomunica contro coloro che avevano proposto, approvato e ratificato il provvedimento, Cavour e Vittorio Emanuele II compresi.

#### Il Congresso di Parigi e la politica estera successiva

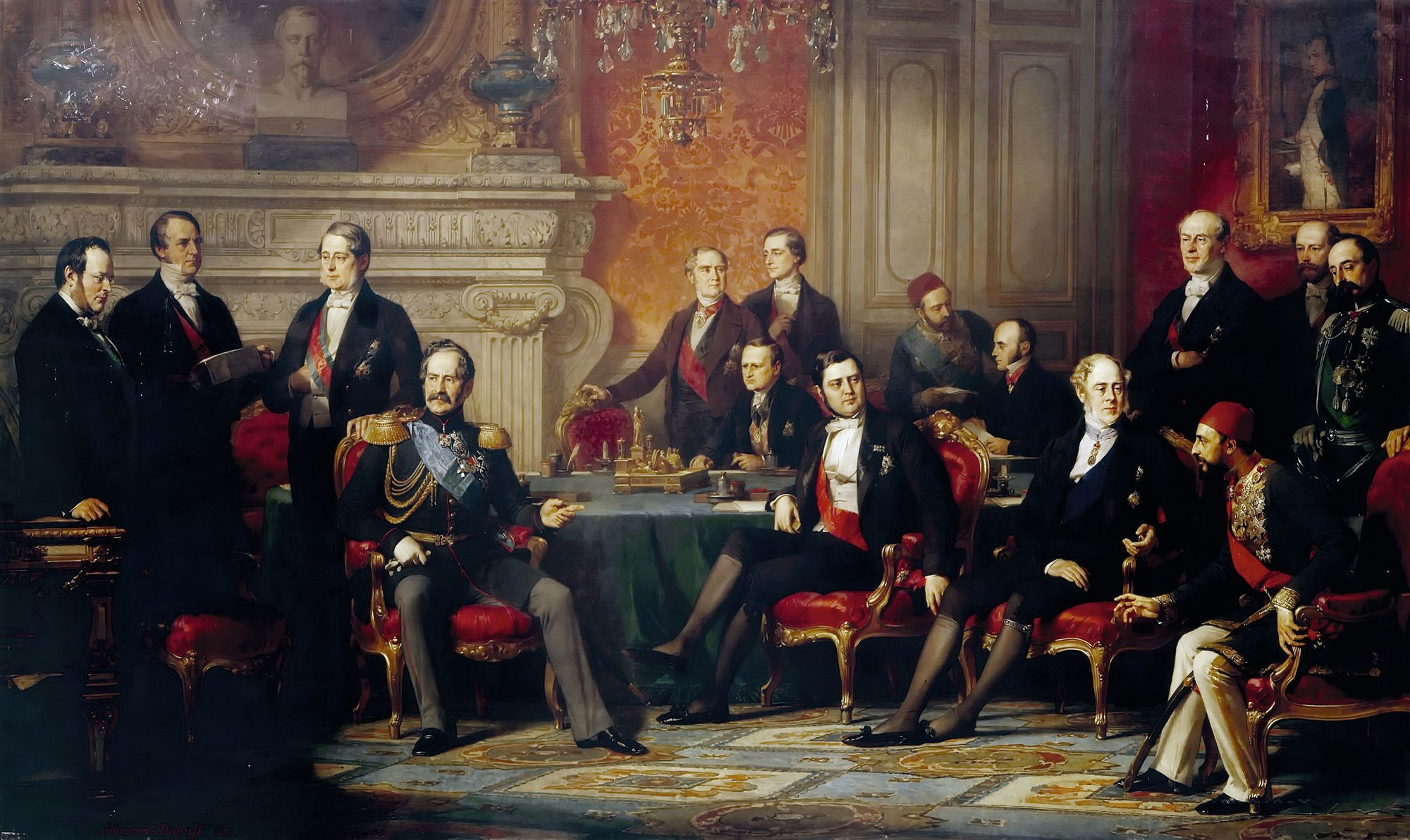
Il Congresso di Parigi. Il primo delegato a sinistra è Cavour. L'ultimo a destra è l'ambasciatore piemontese Villamarina.

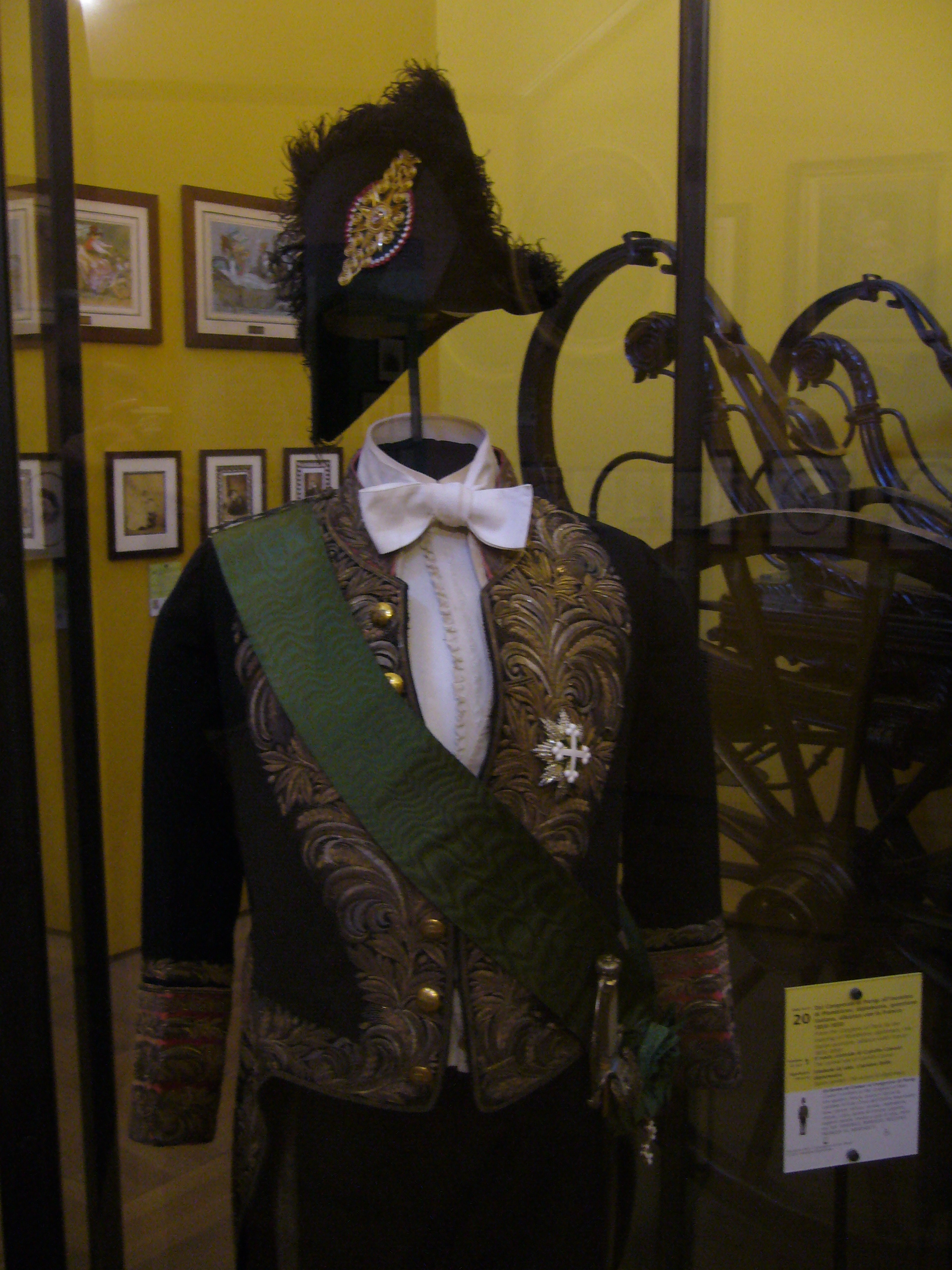
L'uniforme che Cavour indossò al Congresso di Parigi.

La guerra di Crimea, vittoriosa per gli alleati, ebbe fine nel 1856 con il Congresso di Parigi al quale partecipò anche l'Austria.
Cavour non ottenne compensi territoriali per la partecipazione al conflitto, ma una seduta fu dedicata espressamente a discutere il problema italiano. In questa occasione, l'8 aprile, il ministro degli Esteri britannico Clarendon attaccò pesantemente la politica illiberale sia dello Stato Pontificio, sia del Regno delle due Sicilie, sollevando le proteste del ministro austriaco Buol.
Ben più moderato, lo stesso giorno, fu il successivo intervento di Cavour, incentrato sulla denuncia della permanenza delle truppe austriache nella Romagna pontificia.
Fatto sta che per la prima volta la questione italiana venne considerata a livello europeo come una situazione che richiedeva modifiche a fronte di legittime rimostranze della popolazione.
Fra Gran Bretagna, Francia e Piemonte i rapporti si confermarono ottimi. Tornato a Torino, per l'esito ottenuto a Parigi, Cavour, il 29 aprile 1856, ottenne la più alta onorificenza concessa da Casa Savoia: il collare dell'Annunziata. Quello stesso congresso, tuttavia, avrebbe portato il Conte a prendere importanti decisioni, tali da dover fare una scelta: con la Francia o con la Gran Bretagna.
Si aprì infatti, a seguito delle decisioni di Parigi, la questione dei due Principati danubiani. La Moldavia e la Valacchia secondo Gran Bretagna, Austria e Turchia avrebbero dovuto rimanere divise e sotto il controllo ottomano. Per Francia, Prussia e Russia, invece, si sarebbero dovute unire (nella futura Romania) e costituirsi come Stato indipendente. Quest'ultimo particolare richiamò l'attenzione di Cavour e il Regno di Sardegna, con l'ambasciatore Villamarina, si schierò per l'unificazione.
La reazione della Gran Bretagna contro la posizione assunta dal Piemonte fu molto aspra. Ma Cavour aveva già deciso: fra il dinamismo della politica francese e il conservatorismo di quella britannica, il Conte aveva scelto la Francia.
D'altra parte l'Austria andava sempre più isolandosi e a consolidare il fenomeno contribuì un episodio che il Conte seppe sfruttare. Il 10 febbraio 1857 il governo di Vienna accusò la stampa piemontese di fomentare la rivolta contro l'Austria e il governo Cavour di correità. Il conte respinse ogni accusa e il 22 marzo Buol richiamò il suo ambasciatore, seguito il giorno dopo da un'analoga misura del Piemonte. Accadde così che l'Austria elevò una questione di stampa a motivo della rottura delle relazioni con il piccolo Regno di Sardegna, esponendosi ai giudizi negativi di tutta la diplomazia europea, compresa quella inglese, mentre in Italia si animavano maggiormente le simpatie per il Piemonte.

#### Il miglioramento dell'economia e il calo dei consensi
A partire dal 1855 si registrò un miglioramento delle condizioni economiche del Piemonte, grazie al buon raccolto cerealicolo e alla riduzione del deficit della bilancia commerciale. Incoraggiato da questi risultati, Cavour rilanciò la politica ferroviaria dando il via, tra l'altro, nel 1857, ai lavori del traforo del Fréjus.
Il 16 luglio 1857 venne dichiarata anticipatamente la chiusura della V Legislatura, in una situazione che, nonostante il miglioramento dell'economia, si presentava sfavorevole a Cavour. Si era diffuso, infatti, un malcontento generato dall'accresciuto carico fiscale, dai sacrifici fatti per la guerra di Crimea e dalla mobilitazione antigovernativa del mondo cattolico. Il risultato fu che alle elezioni del 15 novembre 1857 il centro liberale di Cavour conquistò 90 seggi (rispetto ai 130 della precedente legislatura), la destra 75 (rispetto ai 22) e la sinistra 21 (rispetto ai 52). Il successo clericale superò le più pessimistiche previsioni di area governativa. Cavour decise tuttavia di rimanere al suo posto, mentre la stampa liberale si scagliava contro la destra denunciando pressioni improprie del clero sugli elettori. Ci fu per questo una verifica parlamentare e per alcuni seggi assegnati vennero ripetute le elezioni. La tendenza si invertì: il centro liberale passò a 105 seggi e la destra a 60.
Lo scossone politico provocò comunque il sacrificio di Rattazzi, in precedenza passato agli Interni. Costui, soprattutto, era inviso alla Francia per non essere riuscito ad arrestare Mazzini giudicato pericoloso per la vita di Napoleone III. Rattazzi il 13 gennaio 1858 si dimise e Cavour assunse l'interim dell'Interno.

#### I piani contro l'Austria e l'annessione della Lombardia

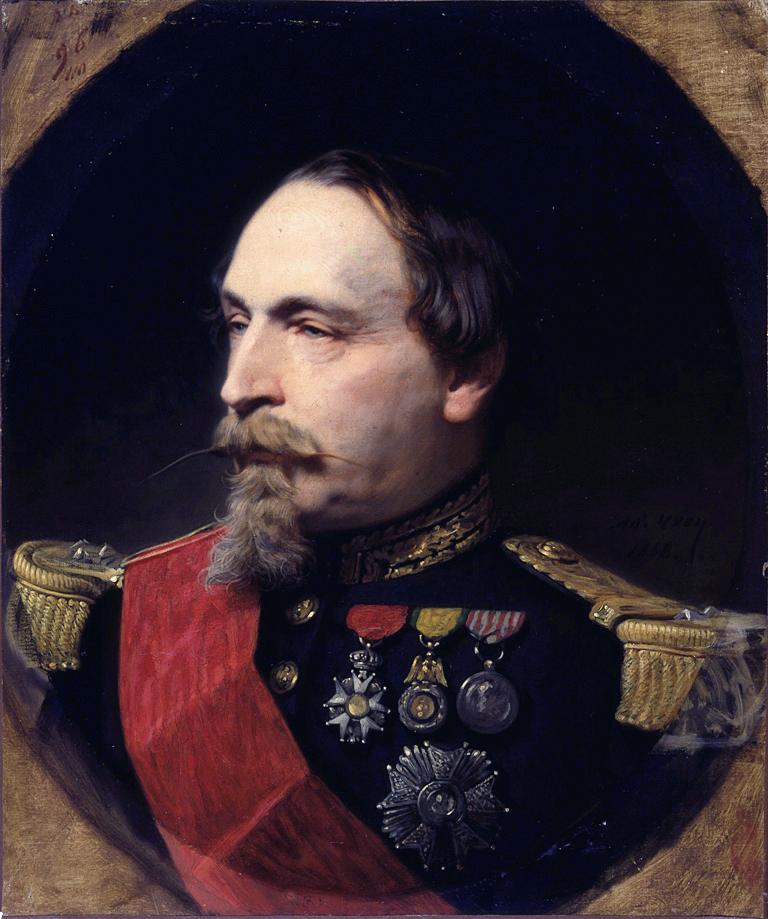
L'imperatore Napoleone III di Francia e Cavour provocarono l'Austria riuscendo a far scoppiare la guerra del 1859.

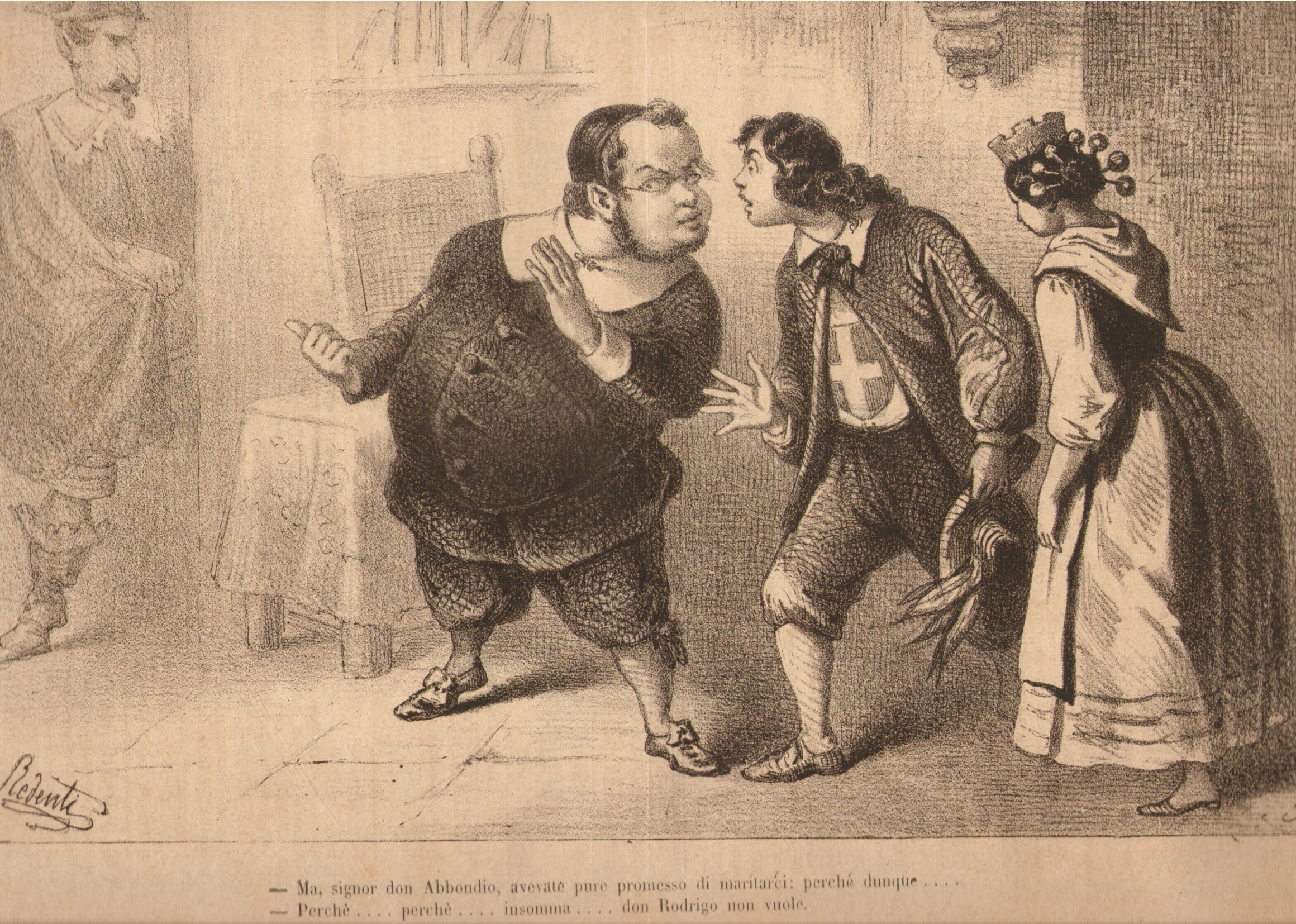
La satira piemontese riconosceva nella Francia un'antagonista del Piemonte nel controllo della penisola. In questa vignetta che si rifà a I promessi sposi Don Abbondio è Cavour, Renzo è il Piemonte, Lucia è l'Italia e Don Rodrigo è Napoleone III.

Suscitata l'attenzione sull'Italia con il Congresso di Parigi, per sfruttarla a fini politici si rivelò necessario l'appoggio della Francia di Napoleone III. Costui, conservatore in politica interna, era sostenitore di una politica estera di grandezza.
Dopo una lunga serie di trattative, funestate dall'attentato di Felice Orsini allo stesso imperatore dei francesi, si arrivò, nel luglio 1858, agli accordi segreti di Plombières fra Cavour e Napoleone III.
Tale intesa verbale prevedeva che, dopo una guerra che si auspicava vittoriosa contro l'Austria, la penisola italiana sarebbe stata divisa in quattro stati principali legati in una confederazione presieduta dal papa: il Regno dell'Alta Italia sotto la guida di Vittorio Emanuele II; il Regno dell'Italia centrale; lo Stato Pontificio limitato a Roma e al territorio circostante; e il Regno delle Due Sicilie. Firenze e Napoli, avvenimenti locali permettendo, sarebbero passate nella sfera d'influenza francese.
Gli accordi di Plombières furono ratificati l'anno successivo dall'alleanza sardo-francese, secondo la quale in caso di attacco militare provocato da Vienna, la Francia sarebbe intervenuta in difesa del Regno di Sardegna con il compito di liberare dal dominio austriaco il Lombardo-Veneto e cederlo al Piemonte. In compenso la Francia avrebbe ricevuto i territori di Nizza e della Savoia, quest'ultima origine della dinastia sabauda e, come tale, cara a Vittorio Emanuele II.
Dopo la firma dell'alleanza, Cavour escogitò una serie di provocazioni militari al confine con l'Austria che, allarmata, gli lanciò un ultimatum chiedendogli di smobilitare l'esercito. Il Conte rifiutò e l'Austria aprì le ostilità contro il Piemonte il 26 aprile 1859, facendo scattare le condizioni dell'alleanza sardo-francese. Era la seconda guerra di indipendenza.
Ma i movimenti minacciosi dell'esercito prussiano convinsero Napoleone III, quasi con un atto unilaterale, a firmare un armistizio con l'Austria a Villafranca l'11 luglio 1859, poi ratificato dalla Pace di Zurigo, stipulata l'11 novembre. Le clausole del trattato prevedevano che a Vittorio Emanuele II sarebbe andata la sola Lombardia e che per il resto tutto sarebbe tornato come prima.
Cavour, deluso e amareggiato dalle condizioni dell'armistizio, dopo accese discussioni con Napoleone III e Vittorio Emanuele, decise di dare le dimissioni da presidente del Consiglio, provocando la caduta del governo da lui guidato il 12 luglio 1859.

### Il terzo governo Cavour (1860-1861)

#### Nizza e Savoia per Modena, Parma, Romagna e Toscana

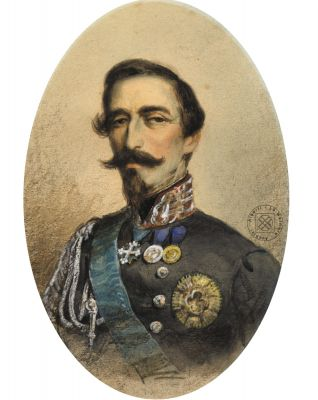
Alfonso La Marmora non riuscì a risolvere la situazione di stallo internazionale del 1860 e il Re fu costretto a richiamare Cavour.

Già durante la guerra i governi e le forze armate dei piccoli Stati italiani dell'Italia centro-settentrionale e della Romagna pontificia abbandonarono i loro posti e dovunque si installarono autorità provvisorie filo-sabaude. Dopo la Pace di Zurigo, tuttavia, si giunse ad una fase di stallo, poiché i governi provvisori si rifiutavano di restituire il potere ai vecchi regnanti (così come previsto dal trattato di pace) e il governo di La Marmora non aveva il coraggio di proclamare le annessioni dei territori al Regno di Sardegna. Il 22 dicembre 1859 Vittorio Emanuele II si rassegnò, così, a richiamare Cavour che nel frattempo aveva ispirato la creazione del partito di Unione Liberale.
Il Conte, rientrato alla presidenza del Consiglio dei Ministri il 21 gennaio 1860, si trovò in breve di fronte ad una proposta francese di soluzione della questione dei territori liberati: annessione al Piemonte dei ducati di Parma e Modena, controllo sabaudo della Romagna pontificia, regno separato in Toscana sotto la guida di un esponente di Casa Savoia e cessione di Nizza e Savoia alla Francia. In caso di rifiuto della proposta il Piemonte avrebbe dovuto affrontare da solo la situazione di fronte all'Austria, "a suo rischio e pericolo".
Rispetto agli accordi dell'alleanza sardo-francese questa proposta di soluzione sostituiva per il Piemonte l'annessione del Veneto che non si era potuto liberare dall'occupazione austriaca. Stabilita, di fatto, l'annessione di Parma, Modena e Romagna, Cavour, forte dell'appoggio della Gran Bretagna, sfidò la Francia sulla Toscana, organizzando delle votazioni locali sull'alternativa fra l'unione al Piemonte e la formazione di un nuovo Stato. Il plebiscito si tenne l'11 e il 12 marzo 1860, con risultati che legittimarono l'annessione della Toscana al Regno di Sardegna.
Il governo francese reagì con grande irritazione sollecitando la cessione della Savoia e di Nizza che avvenne con la firma del Trattato di Torino il 24 marzo 1860. In cambio di queste due province il Regno di Sardegna acquisì, oltre alla Lombardia, anche l'attuale Emilia-Romagna e la Toscana trasformandosi in una nazione assai più omogenea.

#### Di fronte all'Impresa dei Mille

Cavour diffidò dell'Impresa dei Mille che considerava foriera di rivoluzione e dannosa per i rapporti con la Francia.

Cavour era al corrente che la Sinistra non aveva abbandonato l'idea di una spedizione in Italia meridionale e che Garibaldi, circondato da personaggi repubblicani e rivoluzionari, era in contatto a tale scopo con Vittorio Emanuele II. Il Conte considerava rischiosa l'iniziativa alla quale si sarebbe decisamente opposto, ma il suo prestigio era stato scosso dalla cessione di Nizza e Savoia e non si sentiva abbastanza forte.
Cavour riuscì, comunque, attraverso Giuseppe La Farina a seguire le fasi preparatorie dell'Impresa dei Mille, la cui partenza da Quarto fu meticolosamente sorvegliata dalle autorità piemontesi. Ad alcune voci sulle intenzioni di Garibaldi di sbarcare nello Stato Pontificio, il Conte, preoccupatissimo per la eventuale reazione della Francia, alleata del Papa, dispose il 10 maggio 1860 l'invio di una nave nelle acque della Toscana "per arrestarvi Garibaldi".
Il generale invece puntò a Sud e dopo il suo sbarco a Marsala (11 maggio 1860) Cavour lo fece raggiungere e controllare (per quanto possibile) da La Farina. In campo internazionale, intanto, alcune potenze straniere, intuendo la complicità di Vittorio Emanuele II nell'impresa, protestarono con il governo di Torino che poté affrontare con una certa tranquillità la situazione data la grave crisi finanziaria dell'Austria, in cui era anche ripresa la rivoluzione ungherese.
Napoleone III, d'altra parte, si attivò subito nel ruolo di mediatore e, per la pace fra garibaldini ed esercito napoletano, propose a Cavour l'autonomia della Sicilia, la promulgazione della costituzione a Napoli e a Palermo e l'alleanza fra Regno di Sardegna e Regno delle due Sicilie. Immediatamente il regime borbonico si adeguò alla proposta francese instaurando un governo liberale e proclamando la costituzione. Tale situazione mise in grave difficoltà Cavour per il quale l'alleanza era irrealizzabile. Nello stesso tempo non poteva scontentare Francia e Gran Bretagna che premevano almeno per una tregua.
Il governo piemontese decise allora che il Re avrebbe inviato un messaggio a Garibaldi con il quale gli si intimava di non attraversare lo stretto di Messina. Il 22 luglio 1860 Vittorio Emanuele II inviò sì la lettera voluta da Cavour, ma la fece seguire da un messaggio personale nel quale smentiva la lettera ufficiale.

#### Garibaldi a Napoli

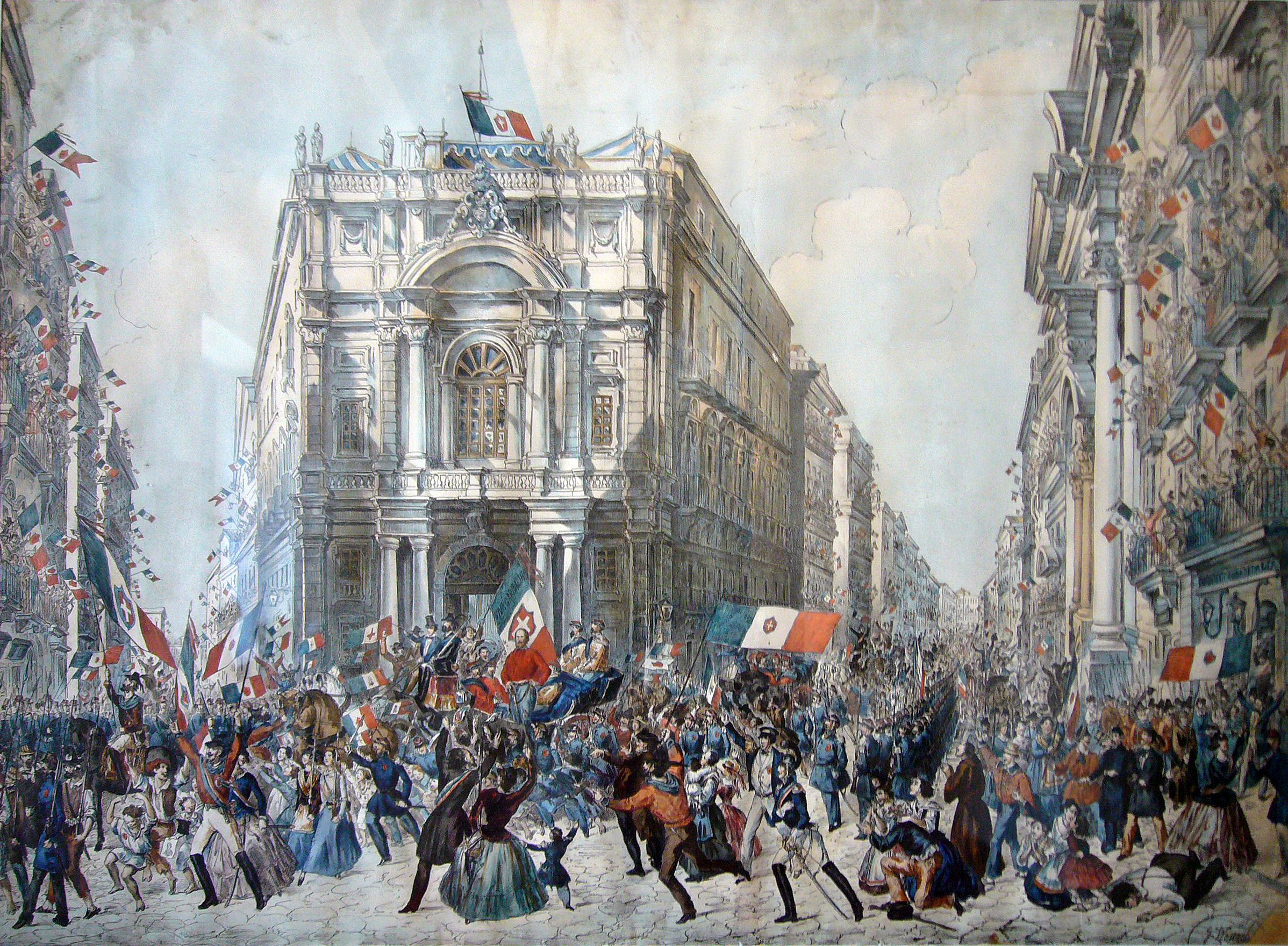
L'arrivo di Giuseppe Garibaldi a Napoli (7 settembre 1860). Evento che Cavour tentò di prevenire organizzando una sommossa filo piemontese che fallì.

Il 6 agosto 1860 il conte di Cavour informò i delegati del Regno delle due Sicilie del rifiuto di Garibaldi di concedere la tregua dichiarando esauriti i mezzi di conciliazione e rinviando ad un futuro incerto i negoziati per l'alleanza.
Negli stessi giorni il Conte, nel timore di far precipitare i rapporti con la Francia, sventò una spedizione militare di Mazzini che dalla Toscana doveva muovere contro lo Stato Pontificio. A seguito di questi avvenimenti, Cavour si preparò a fare tutti i suoi sforzi per impedire che il movimento per l'unità d'Italia diventasse rivoluzionario. In questa ottica cercò, nonostante il parere sfavorevole del suo ambasciatore a Napoli Villamarina, di prevenire Garibaldi nella capitale borbonica organizzando una spedizione clandestina di armi per una rivolta filopiemontese che non si poté realizzare. Garibaldi entrò trionfalmente a Napoli il 7 settembre 1860 fugando, per l'amicizia che serbava a Vittorio Emanuele II, i timori di Cavour.

#### L'invasione piemontese di Marche e Umbria

L'Italia alla morte di Cavour, nel 1861.

Fallito il progetto di un successo dei moderati a Napoli, il Conte per ridare a Casa Savoia una parte attiva nel movimento nazionale, decise l'invasione delle Marche e dell'Umbria pontificie. Ciò avrebbe allontanato il pericolo di un'avanzata di Garibaldi su Roma. Bisognava però preparare Napoleone III agli avvenimenti e convincerlo che l'invasione piemontese dello Stato Pontificio sarebbe stato il male minore. Per la delicata missione diplomatica il Conte scelse Farini e Cialdini. L'incontro fra costoro e l'imperatore francese avvenne a Chambéry il 28 agosto 1860, ma su ciò che in quel colloquio si disse resta molta incertezza e sul consenso francese, riportato dalla tesi italiana, è possibile che si sia determinato un equivoco. In buona sostanza Napoleone III tollerò l'invasione piemontese delle Marche e dell'Umbria cercando di rovesciare sul governo di Torino l'impopolarità di un'azione controrivoluzionaria. E appunto questo era ciò che Cavour voleva evitare. Le truppe piemontesi non si dovevano scontrare con Garibaldi in marcia su Roma, ma prevenirlo e fermarlo con un intervento giustificabile in nome della causa nazionale italiana. Anche il timore di un attacco austriaco al Piemonte, tuttavia, fece precipitare gli eventi e Cavour intimò allo Stato pontificio di licenziare i militari stranieri con un ultimatum a cui seguì l'11 settembre, prima ancora che giungesse la risposta negativa del cardinale Antonelli, la violazione dei confini dello Stato della Chiesa. La Francia ufficialmente reagì in difesa del Papa, e anche lo zar Alessandro II ritirò il suo rappresentante a Torino, ma non ci furono effetti pratici.
Intanto la crisi con Garibaldi si era improvvisamente aggravata, poiché quest'ultimo aveva proclamato il 10 che avrebbe consegnato al Re i territori da lui conquistati solo dopo aver occupato Roma. L'annuncio aveva anche ottenuto il plauso di Mazzini. Ma il successo piemontese nella battaglia di Castelfidardo contro i pontifici del 18 e il conferimento al governo di un prestito di 150 milioni per le spese militari, ridiedero forza e fiducia a Cavour, mentre Garibaldi, pur vittorioso nella battaglia del Volturno, esauriva la sua spinta verso Roma.

#### L'annessione del Sud, delle Marche e dell'Umbria
A questo punto, il "prodittatore" Giorgio Pallavicino Trivulzio, venendo incontro ai desideri del Conte, indisse a Napoli il plebiscito per l'annessione immediata al Regno sabaudo, seguito da una stessa iniziativa del suo omologo Antonio Mordini a Palermo. Le votazioni si tennero il 21 ottobre 1860, sancendo l'unione del Regno delle due Sicilie a quello di Sardegna.
All'inizio dello stesso mese di ottobre Cavour si era così espresso: 
(Cavour, 2 ottobre 1860.Romeo, p. 489)
Il 4 e il 5 novembre 1860 anche in Umbria e nelle Marche si votava e si decideva per l'unione allo Stato sabaudo.

#### I rapporti fra Stato e Chiesa
Fermati i disegni di Garibaldi su Roma, a Cavour restava ora il problema di decidere su cosa fare di ciò che rimaneva dello Stato Pontificio (approssimativamente il Lazio attuale), tenendo conto che un attacco a Roma sarebbe stato fatale per le relazioni con la Francia.
Il progetto del Conte, avviato dal novembre 1860 e perseguito fino alla sua morte, fu quello di proporre al Papa la rinuncia al potere temporale in cambio della rinuncia da parte dello Stato al corrispettivo, ovvero il giurisdizionalismo. Si sarebbe perciò adottato il principio di "Libera Chiesa in libero Stato", celebre motto pronunciato nel discorso del 27 marzo 1861 sebbene già coniato in precedenza da Charles de Montalembert, ma le trattative naufragarono sulla fondamentale intransigenza di Pio IX.

### Il governo Cavour del Regno d'Italia (1861)

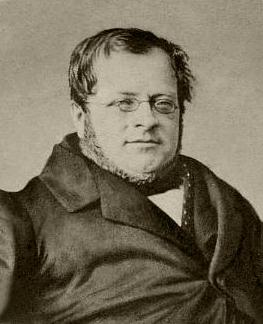
Cavour nel 1861

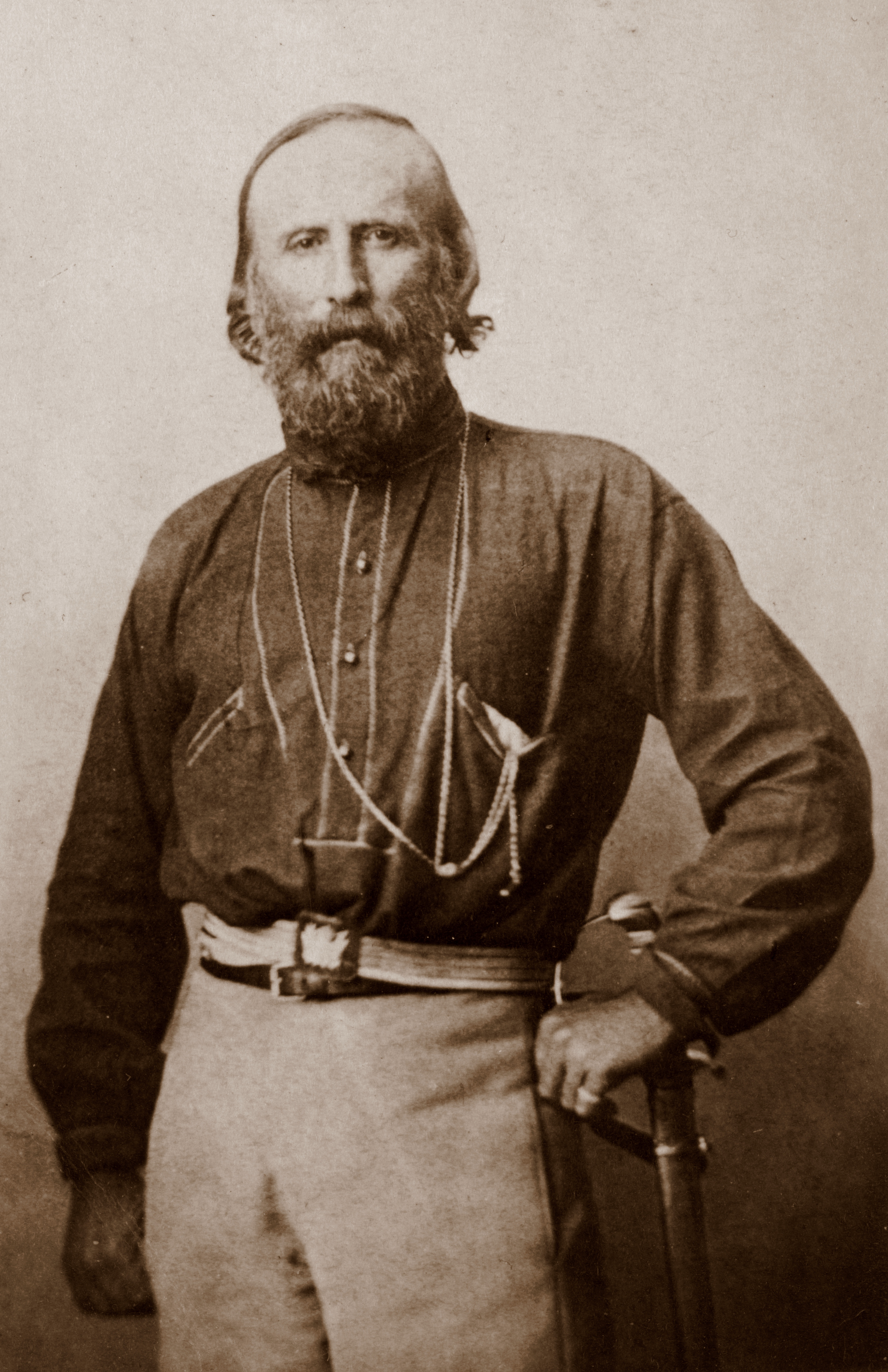
Giuseppe Garibaldi ebbe uno scontro nel 1861 con Cavour per la decisione di quest'ultimo di sciogliere l'Esercito meridionale

Dal 27 gennaio al 3 febbraio 1861 si tennero le elezioni per il primo Parlamento italiano unitario. Oltre 300 dei 443 seggi della nuova Camera andarono alla maggioranza governativa. L'opposizione ne conquistò un centinaio, ma fra loro non comparivano rappresentanti della Destra, poiché i clericali avevano aderito all'invito di non eleggere e di non farsi eleggere in un Parlamento che aveva leso i diritti del pontefice.
Il 18 febbraio venne inaugurata la nuova sessione, nella quale sedettero per la prima volta rappresentanti piemontesi, lombardi, siciliani, toscani, emiliani, romagnoli e napoletani insieme. Il 17 marzo il Parlamento proclamò il Regno d'Italia e Vittorio Emanuele II suo re.
Il 22 marzo Cavour veniva confermato alla guida del governo, dopo che il Re aveva dovuto rinunciare a Ricasoli. Il Conte, che tenne per sé anche gli Esteri e la Marina, il 25 affermò in parlamento che Roma sarebbe dovuta diventare capitale d'Italia (vedi Proclamazione di Roma capitale).

#### Lo scontro con Garibaldi
L'episodio più tumultuoso della vita politica di Cavour, se si esclude l'incidente con Vittorio Emanuele II dopo l'armistizio di Villafranca, fu il suo scontro con Garibaldi dell'aprile 1861.
Oggetto del contendere: l'esercito di volontari garibaldini del Sud, del quale Cavour volle evitare il trasferimento al nord nel timore che venisse influenzato dai radicali. Il 16 gennaio 1861 fu quindi decretato lo scioglimento dell'Esercito meridionale. Su questa decisione, che provocò le vibrate proteste del comandante del Corpo Giuseppe Sirtori, Cavour fu irremovibile.
In difesa del suo esercito, il 18 aprile 1861 Garibaldi pronunciò un memorabile discorso alla Camera, accusando «la fredda e nemica mano di questo Ministero [Cavour]» di aver voluto provocare una «guerra fratricida». Il Conte reagì con violenza, chiedendo, invano, al presidente della Camera Rattazzi di richiamare all'ordine il generale. La seduta fu sospesa e Nino Bixio tentò nei giorni successivi una riconciliazione, che non si compì mai del tutto.

### Gli ultimi giorni

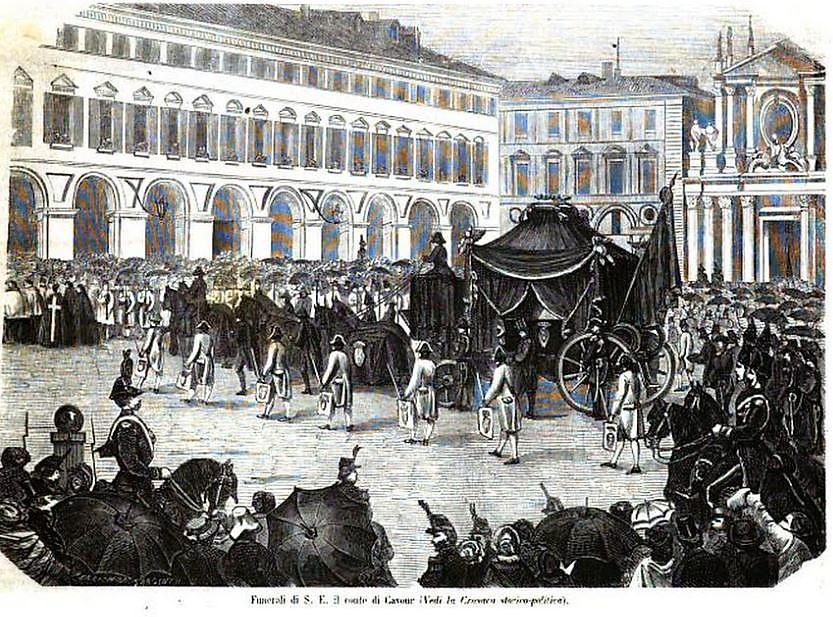
I funerali di Cavour a Torino

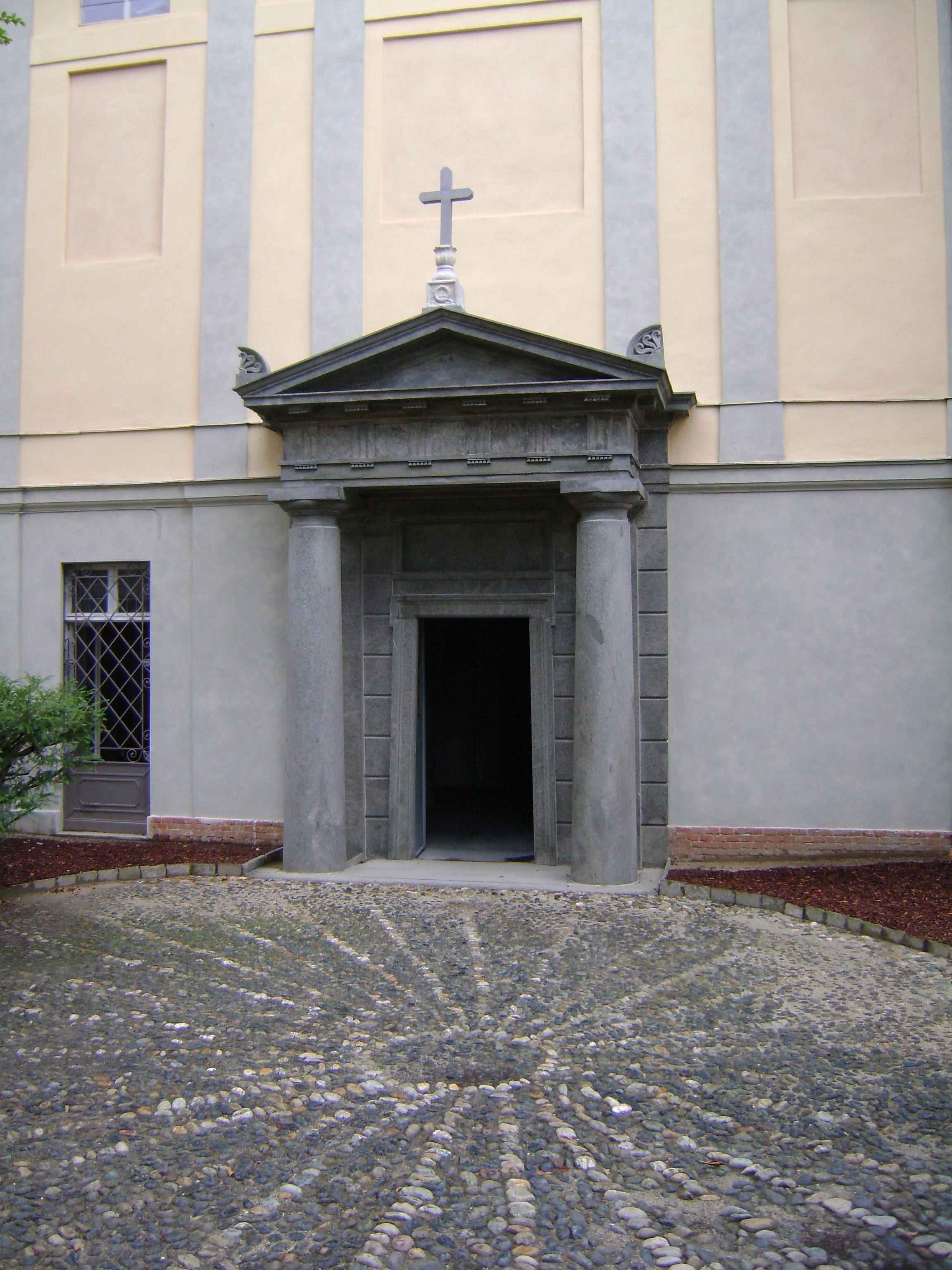
Santena: tomba del conte di Cavour

Il 29 maggio 1861 Cavour ebbe un malore, attribuito dal suo medico curante a una delle crisi malariche che lo colpivano periodicamente da quando - in gioventù - aveva contratto la malaria nelle risaie di famiglia del vercellese. In questa occasione tutte le cure praticate non ebbero effetto, tanto che il 5 giugno venne fatto chiamare un sacerdote francescano suo amico, padre Giacomo da Poirino, al secolo Luigi Marocco (1808-1885), parroco di Santa Maria degli Angeli, chiesa nella quale si sarebbero poi svolte le esequie.
Costui, come gli aveva promesso già da cinque anni, lo confessò e gli somministrò l'estrema unzione, ignorando sia la scomunica, che il conte aveva subito nel 1855, sia il fatto che Cavour non aveva ritrattato le sue scelte anticlericali.
Per questo motivo padre Giacomo, dopo aver riferito i fatti alle autorità religiose, fu richiamato a Roma, gli fu tolta la parrocchia e gli fu interdetto l'esercizio del ministero della confessione, al quale venne però riammesso nel 1881 da papa Leone XIII. La nipote Giuseppina Alfieri di Sostegno ha tramandato che, sul letto di morte, alla vista del confessore, Cavour abbia pronunciato le  parole: «Frate, frate, libera chiesa in libero Stato!»
Subito dopo il colloquio con padre Giacomo, Cavour chiese di parlare con Luigi Carlo Farini, al quale, come rivela la nipote Giuseppina, confidò a futura memoria: «Mi ha confessato ed ho ricevuto l'assoluzione, più tardi mi comunicherò. Voglio che si sappia; voglio che il buon popolo di Torino sappia che io muoio da buon cristiano. Sono tranquillo e non ho mai fatto male a nessuno».
Nel 2011 è stata ritrovata una missiva di padre Giacomo a Pio IX, nella quale il frate racconta che Cavour aveva dichiarato che «intendeva di morire da vero e sincero cattolico». Per cui il confessore, «incalzato dalla gravità del male che a gran passi il portava a morte», la mattina del 5 giugno concesse il sacramento. Scrisse anche che «nel corso della sua gravissima malattia», Cavour «era ad intervalli soggetto ad alienazione di mente». Il frate chiude quindi la lettera di scuse ribadendo di «aver fatto, quanto era in sé, il suo officio».
Verso le nove giunse al suo capezzale il Re. Nonostante la febbre, il Conte riconobbe Vittorio Emanuele, ma tuttavia non riuscì ad articolare un discorso molto coerente: «Oh sire! Io ho molte cose da comunicare a Vostra Maestà, molte carte da mostrarle: ma son troppo ammalato; mi sarà impossibile di recarmi a visitare la Vostra Maestà; ma io le manderò Farini domani, che le parlerà di tutto in particolare. Vostra Maestà ha ella ricevuta da Parigi la lettera che aspettava? L'Imperatore è molto buono per noi ora, sì, molto buono. E i nostri poveri Napoletani così intelligenti! Ve ne sono che hanno molto ingegno, ma ve ne sono altresì che sono molto corrotti. Questi bisogna lavarli. Sire, sì, sì, si lavi, si lavi! Niente stato d'assedio, nessun mezzo di governo assoluto. Tutti sono buoni a governare con lo stato d'assedio [...] Garibaldi è un galantuomo, io non gli voglio alcun male. Egli vuole andare a Roma e a Venezia, e anch'io: nessuno ne ha più fretta di noi. Quanto all'Istria e al Tirolo è un'altra cosa. Sarà il lavoro di un'altra generazione. Noi abbiamo fatto abbastanza noialtri: abbiamo fatto l'Italia, sì l'Italia, e la cosa va...»
Secondo l'amico Michelangelo Castelli, le ultime parole del Conte furono: «L'Italia è fatta - tutto è salvo», così come le intese al capezzale Luigi Carlo Farini. Il 6 giugno 1861, a meno di tre mesi dalla proclamazione del Regno d'Italia, Cavour moriva così a Torino nel palazzo di famiglia. La sua fine suscitò immenso cordoglio, anche perché del tutto inattesa, e ai funerali vi fu straordinaria partecipazione.
A Cavour succedette come presidente del Consiglio Bettino Ricasoli.

## In memoria di Cavour

La moneta da 2 euro commemorativa emessa in occasione del 200º anniversario della nascita

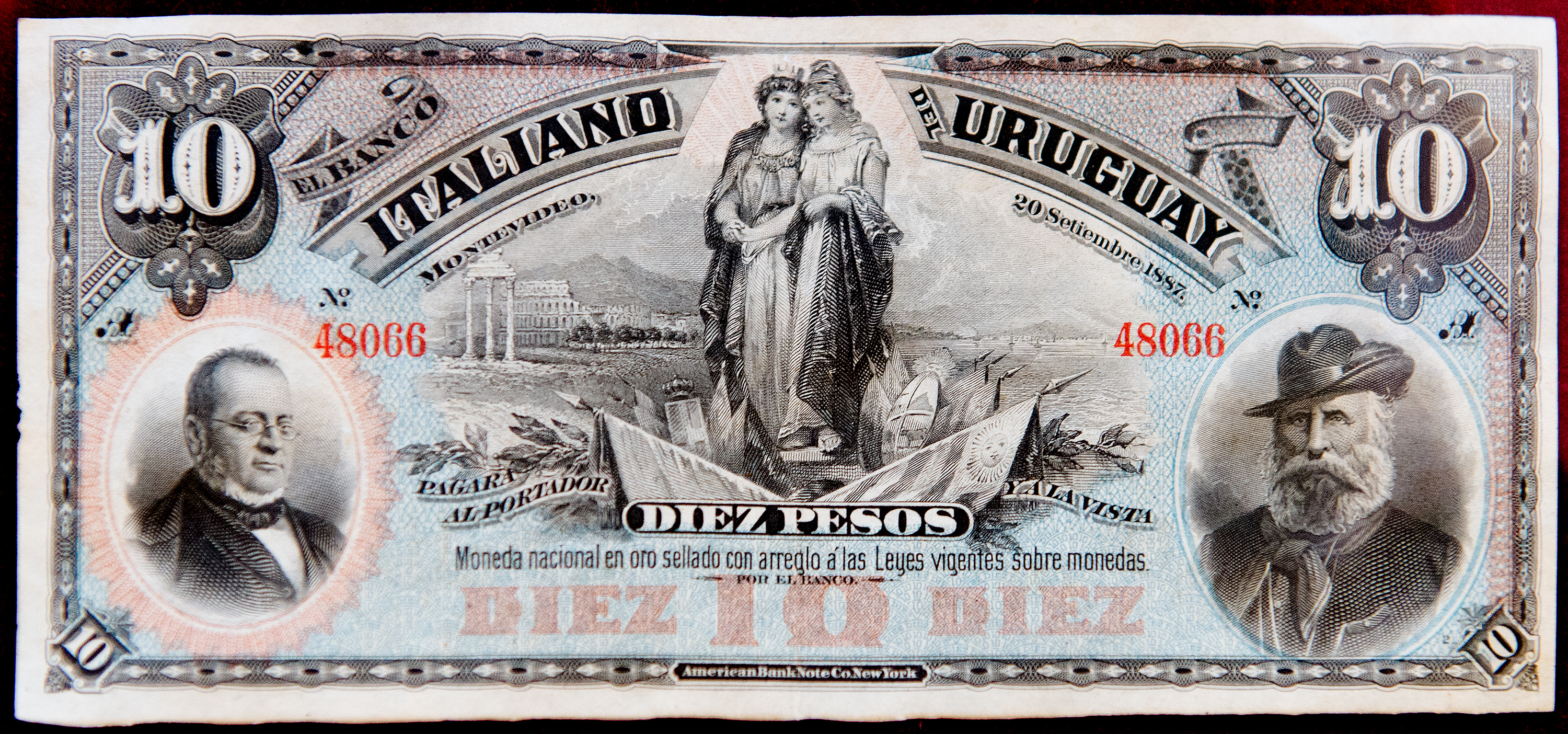
Banconota uruguayana del 1887 raffigurante Cavour e Garibaldi

Cavour nell'agiografia postunitaria dall'anno della sua morte fu ritenuto il "Padre della Patria" da un illustre personaggio come Giuseppe Verdi, che lo definì "il vero padre della patria" e dal politico liberale, senatore del Regno, Nicomede Bianchi, che lo definì "il buono e generoso padre della patria nascente".
Il Conte è stato ricordato in vari modi. Due città italiane hanno aggiunto il suo nome a quello originario: Grinzane Cavour, di cui Camillo Benso fu sindaco, e Sogliano Cavour per celebrare l'unità nazionale. Gli sono state dedicate innumerevoli vie e piazze e numerose statue.
Diverse le targhe ricordo, anche al di fuori dei confini italiani, come ad esempio quella posta a San Bernardino (frazione di Mesocco, nel Cantone dei Grigioni), che ricorda il passaggio dello statista il 27 luglio 1858, dopo gli accordi di Plombières con Napoleone III.
Nel 2010, in occasione del 200º anniversario della sua nascita, è stata coniata dalla zecca italiana una moneta da 2 euro commemorativa che lo raffigura.
La tomba di Cavour si trova a Santena e consiste in un semplice loculo posto nella cripta sotto la cappella di famiglia nella chiesa dei SS. Pietro e Paolo; l'accesso avviene tuttavia dall'esterno della chiesa (piazza Visconti Venosta, su cui si affaccia anche la facciata secondaria della Villa Cavour). Lo statista è sepolto per sua espressa volontà accanto all'amato nipote Augusto Benso di Cavour, figlio di suo fratello Gustavo e morto a 20 anni nella battaglia di Goito. La cripta è stata dichiarata monumento nazionale nel 1911.
La nave da battaglia Conte di Cavour e la portaerei Cavour (C 550) sono state così chiamate in suo onore.
A Cavour furono dedicate delle caramelle di liquirizia aromatizzate alla violetta: le cosiddette sénateurs.
Lo storico Caffè Confetteria Al Bicerin dal 1763 ricorda Cavour come suo cliente fidato (uno dei tavolini al suo interno viene segnalato come abituale del conte).

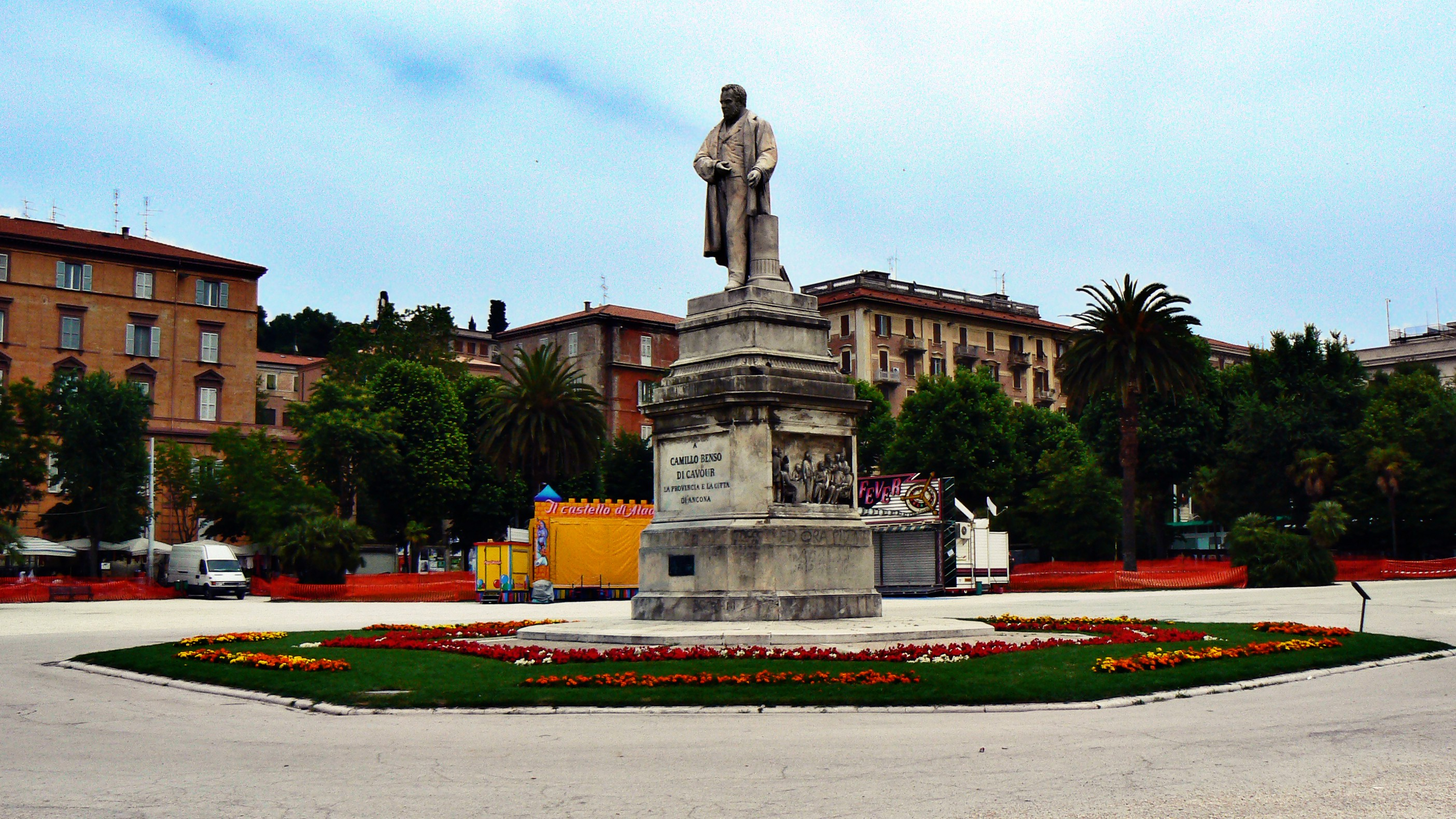
Ancona
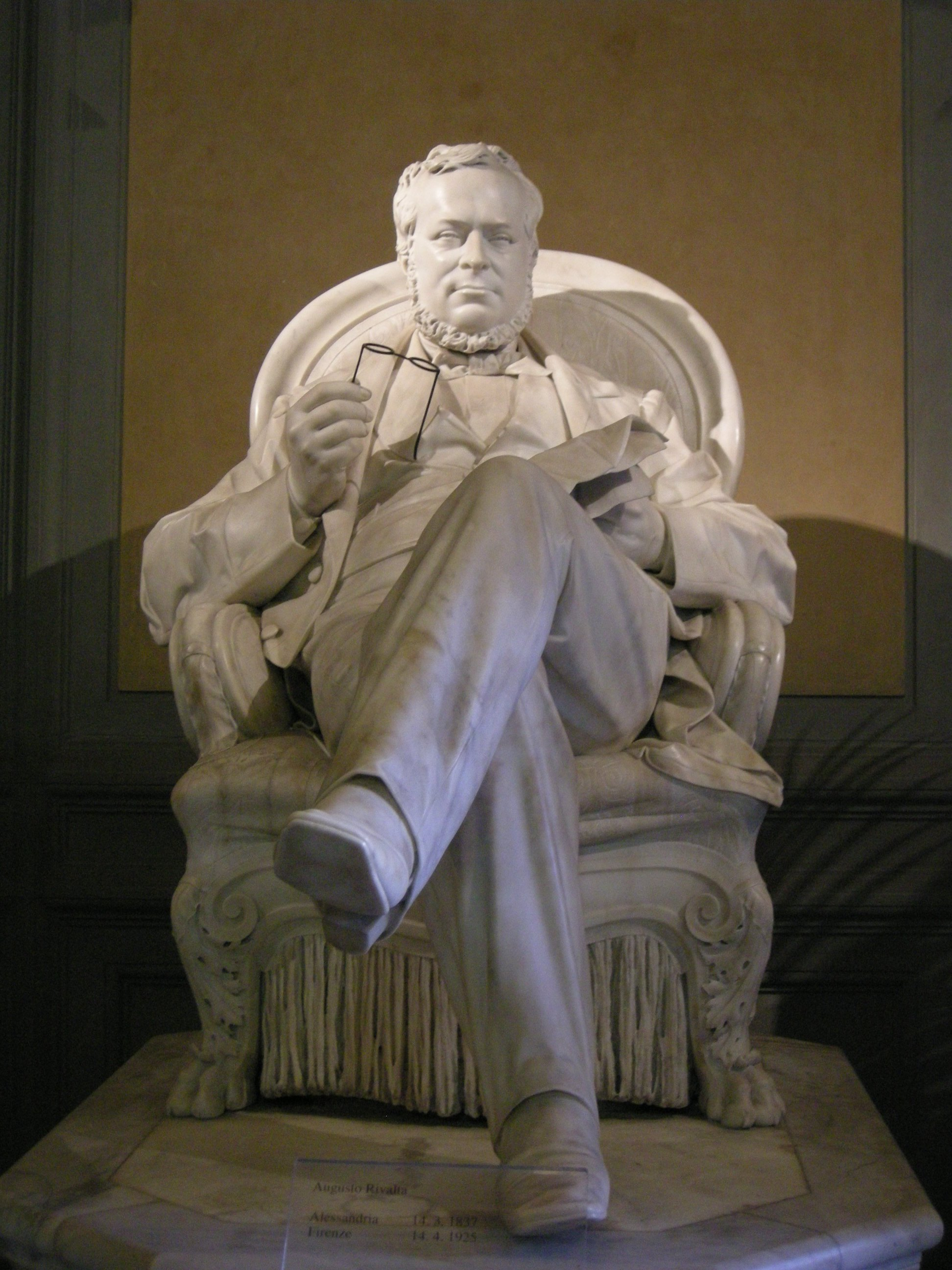
Firenze
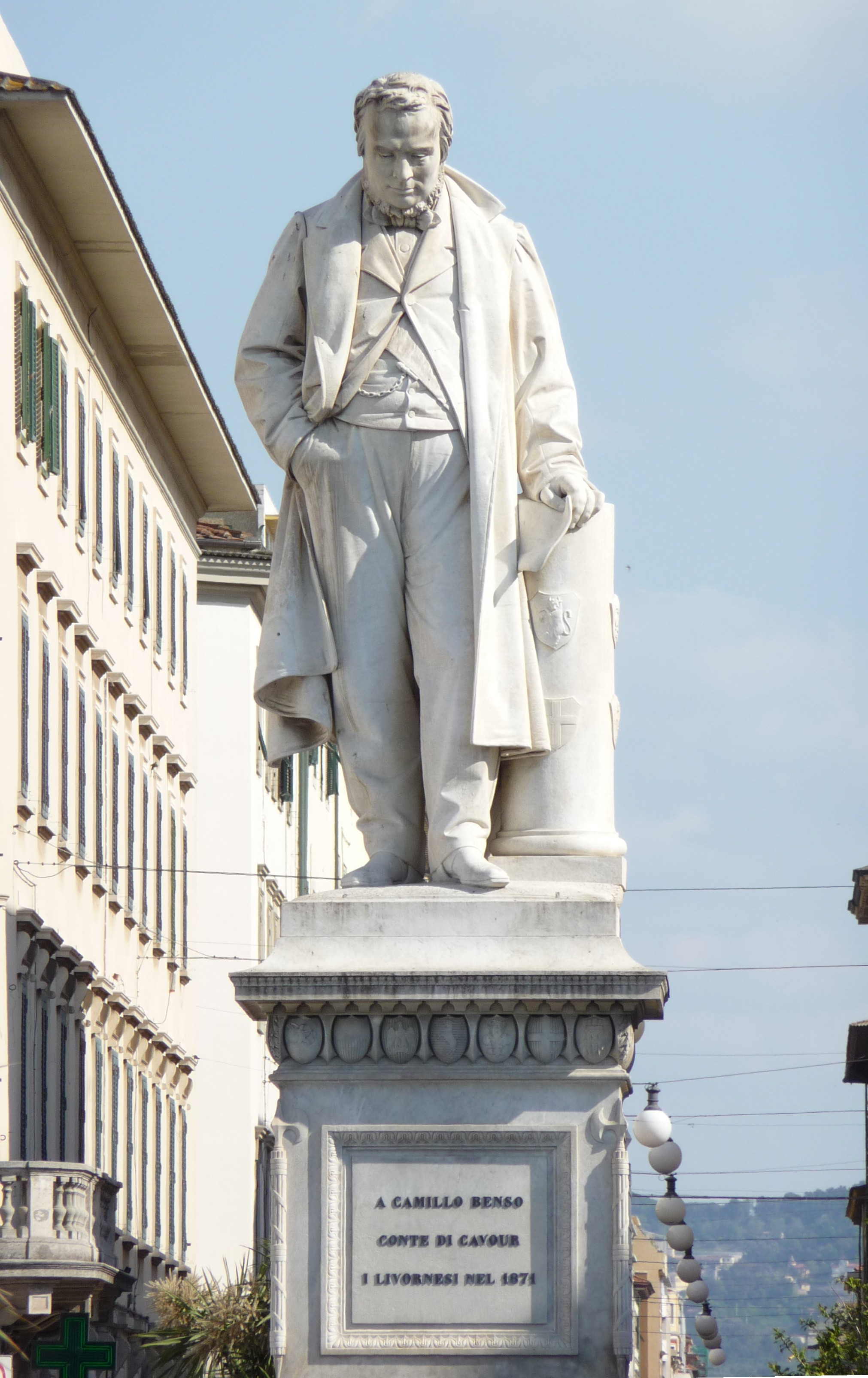
Livorno
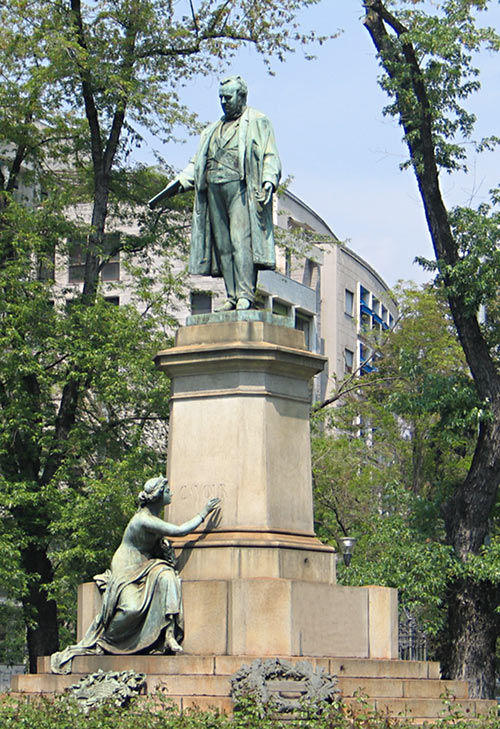
Milano
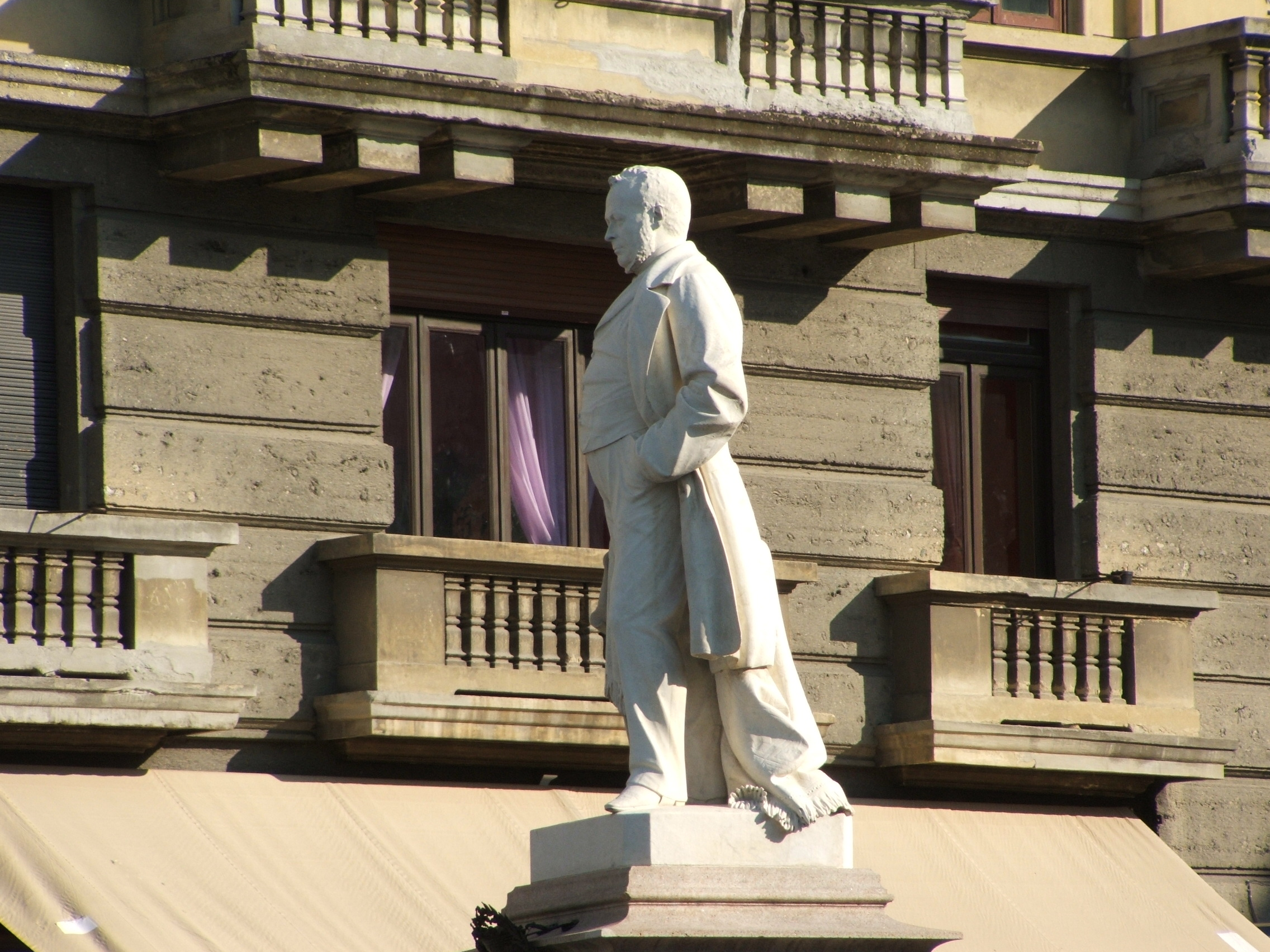
Novara
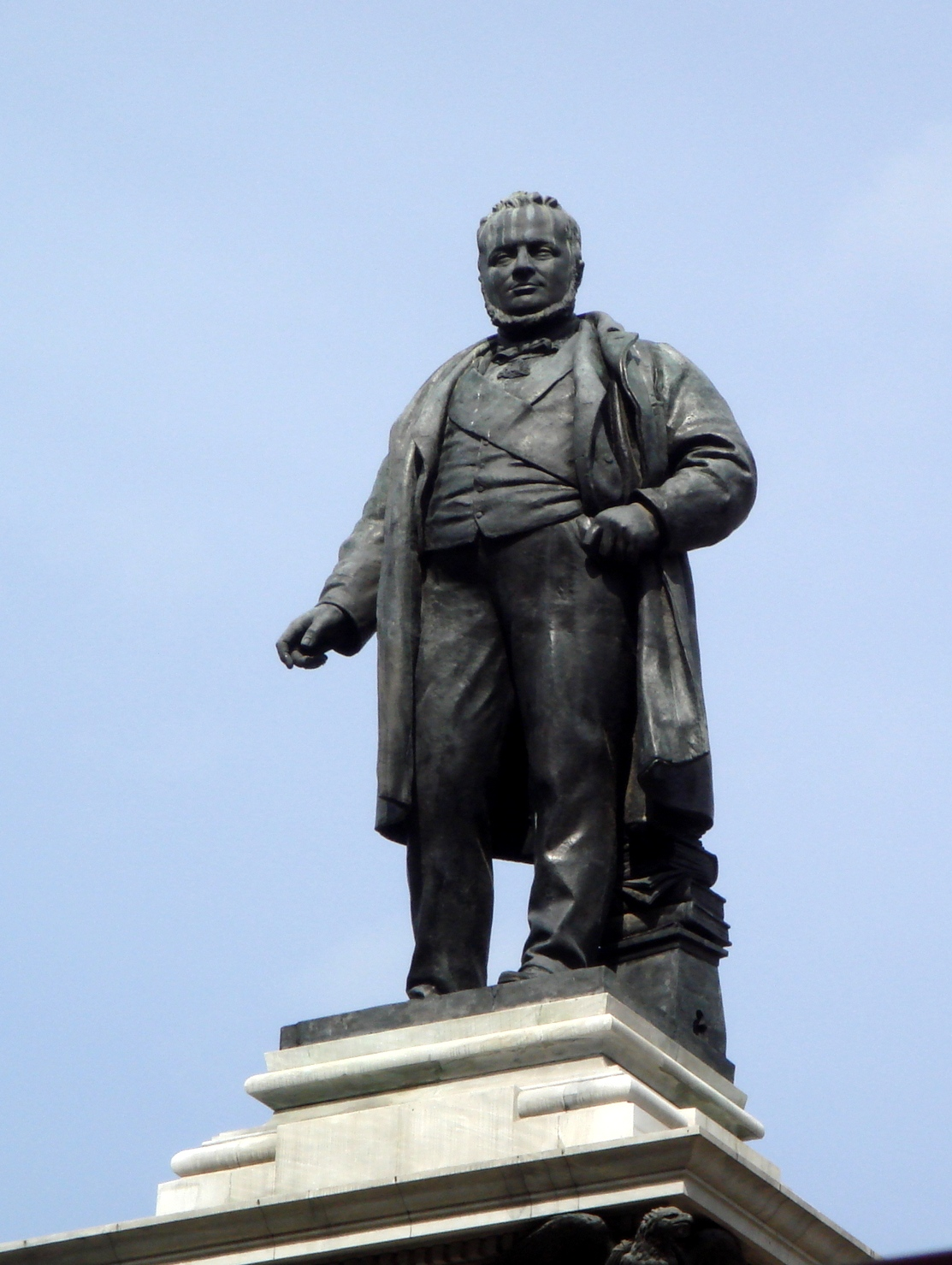
Roma
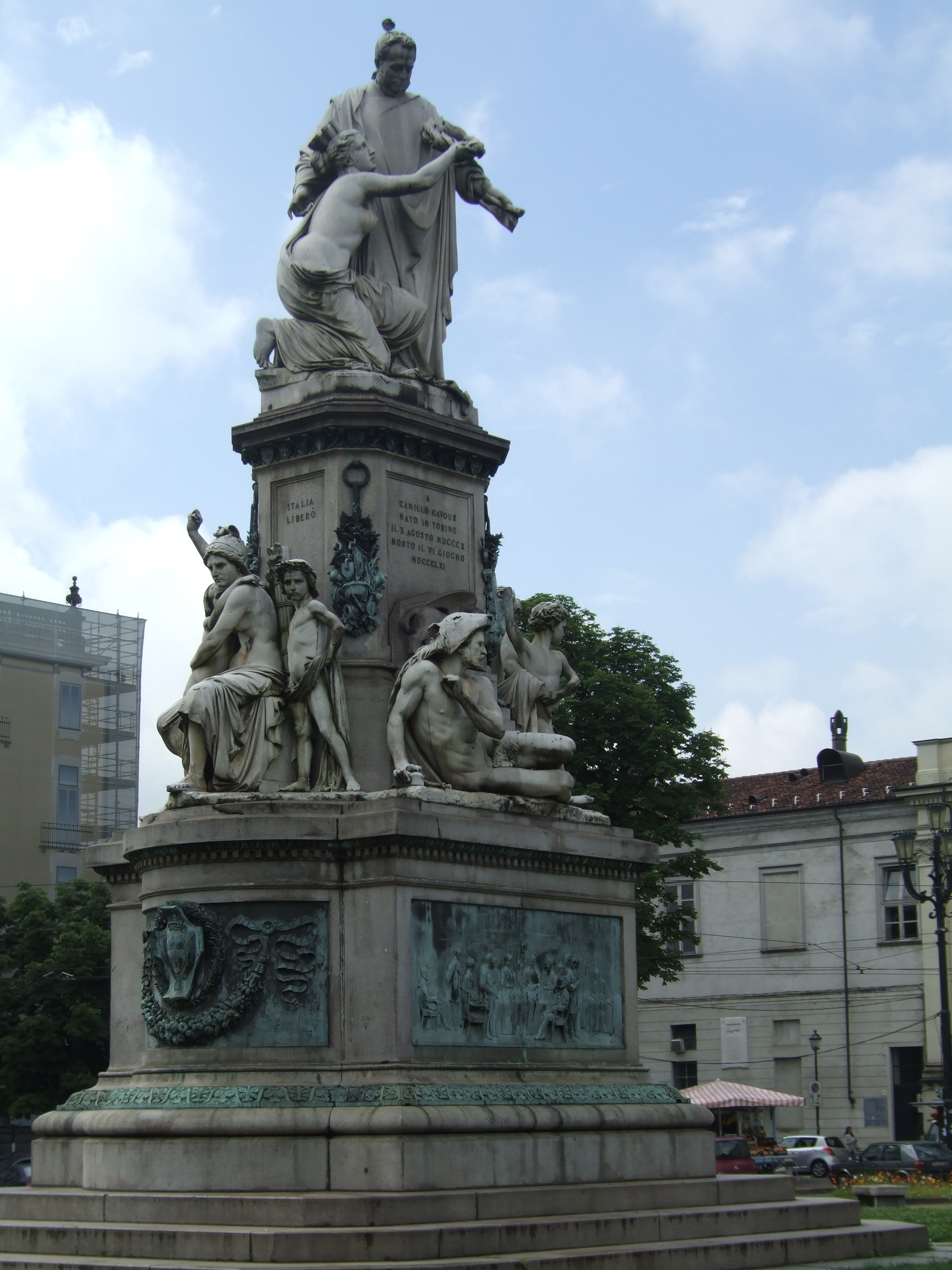
Torino
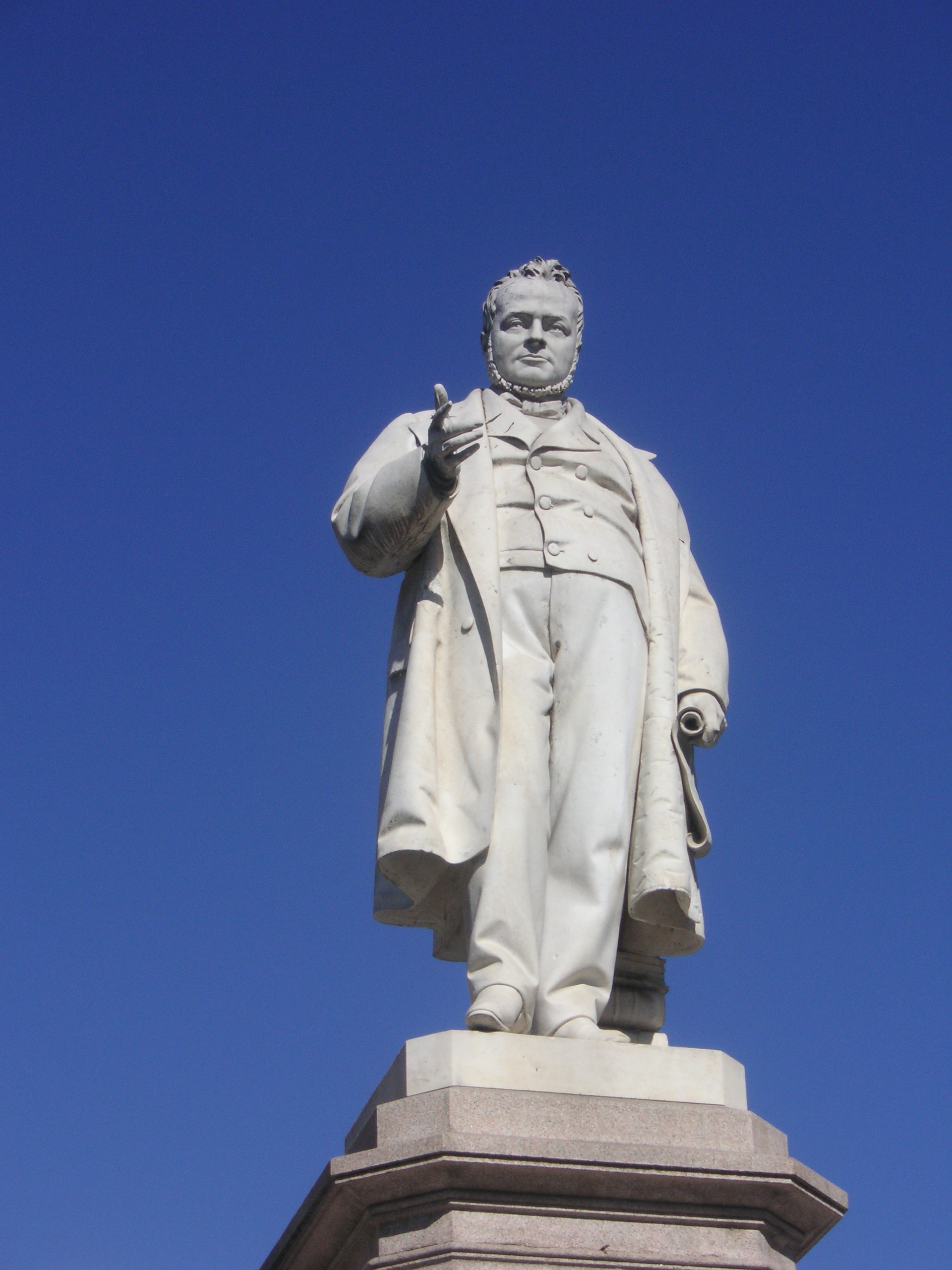
Vercelli
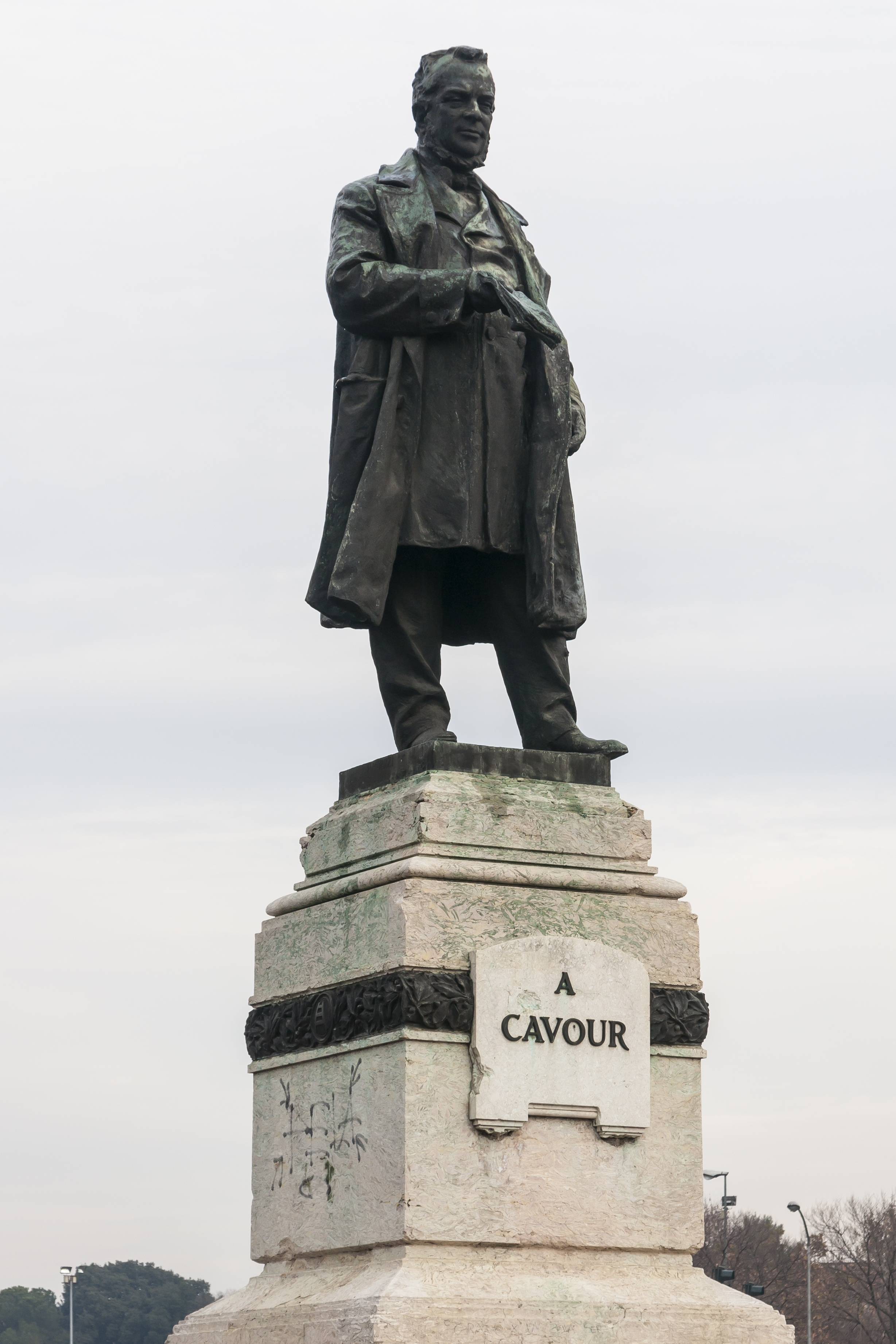
Verona
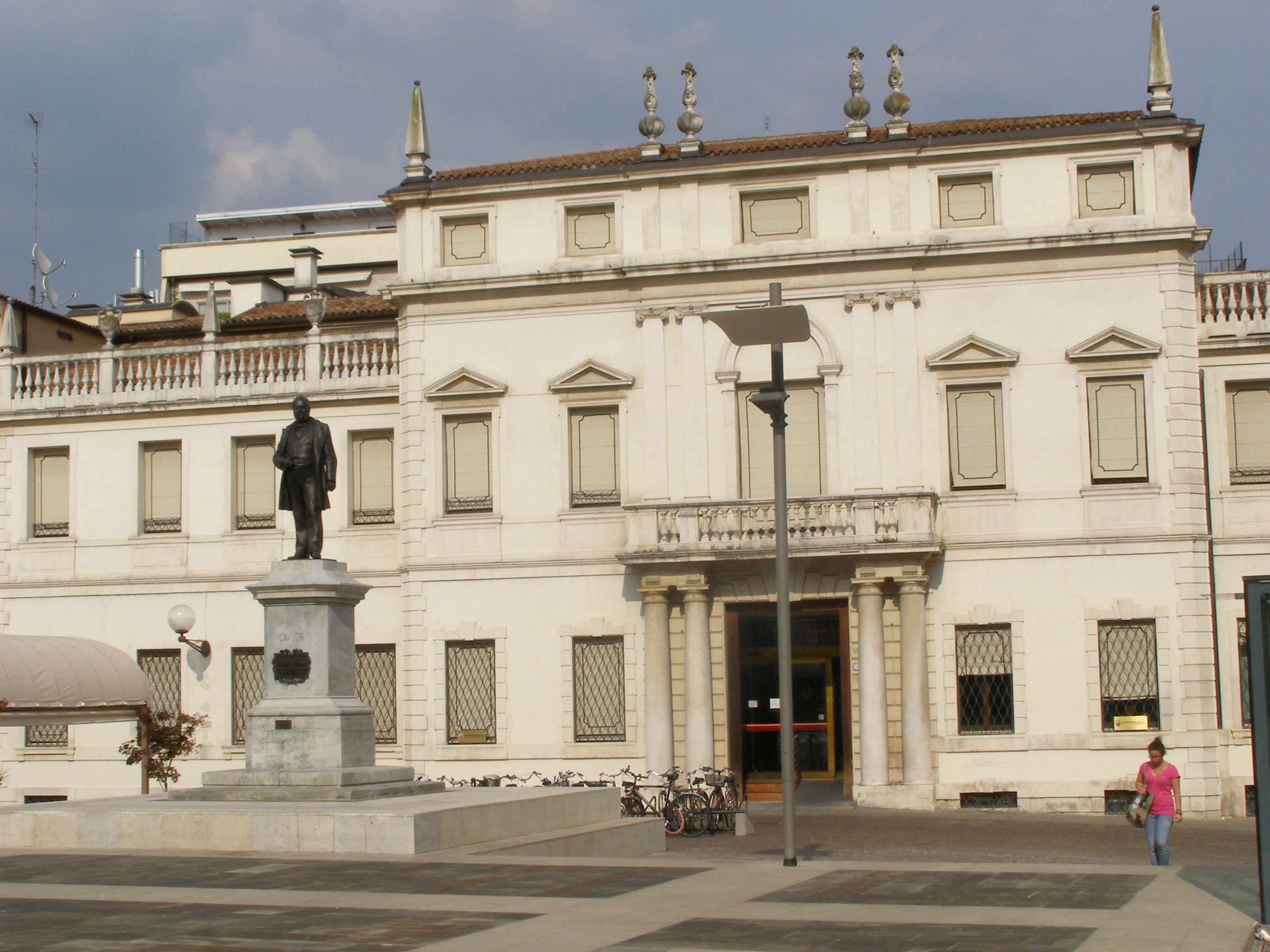
Padova

## Controversie

### Il conflitto con Mazzini

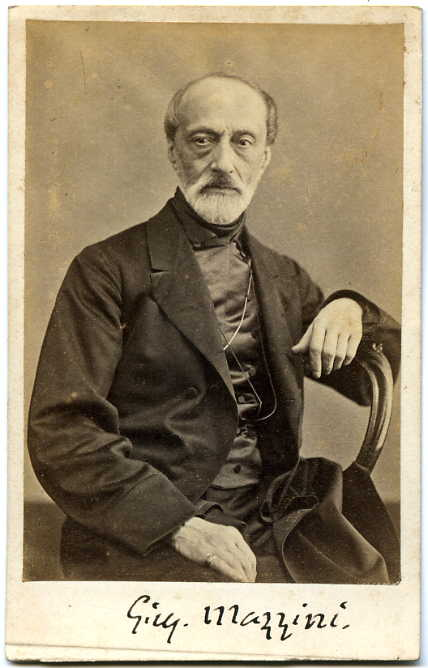
Giuseppe Mazzini, di cui Cavour combatteva le idee repubblicane.

Giuseppe Mazzini, che dopo la sua attività cospirativa degli anni 1827-1830 fu esiliato dal governo piemontese a Ginevra, fu uno strenuo oppositore della guerra di Crimea, che costò un'ingente perdita di soldati. Egli rivolse un appello ai militari in partenza per il conflitto:
(Giuseppe Mazzini)
Quando nel 1858, Napoleone III scampò all'attentato teso da Felice Orsini e Giovanni Andrea Pieri, il governo di Torino incolpò Mazzini (Cavour lo avrebbe definito «il capo di un'orda di fanatici assassini» oltreché «un nemico pericoloso quanto l'Austria»), poiché i due attentatori avevano militato nel suo Partito d'Azione.
Secondo Denis Mack Smith, Cavour aveva in passato finanziato i due rivoluzionari a causa della loro rottura con Mazzini e, dopo l'attentato a Napoleone III e la conseguente condanna dei due, alla vedova di Orsini fu assicurata una pensione. Cavour al riguardo fece anche pressioni politiche sulla magistratura per far giudicare e condannare la stampa radicale.
Egli, inoltre, favorì l'agenzia Stefani con fondi segreti sebbene lo Statuto vietasse privilegi e monopoli ai privati. Così l'agenzia Stefani, forte delle solide relazioni con Cavour divenne, secondo il saggista Gigi Di Fiore, un fondamentale strumento governativo per il controllo mediatico nel Regno di Sardegna.
Mazzini, intanto, oltre ad aver condannato il gesto di Orsini e Pieri, espose un attacco nei confronti del primo ministro, pubblicato sul giornale L'Italia del Popolo:
(Giuseppe Mazzini)

### Risorgimento
Il ruolo di Cavour durante il Risorgimento ha suscitato varie dispute. Sebbene sia considerato uno dei padri della patria assieme a Garibaldi, Vittorio Emanuele II e Mazzini, il Conte inizialmente non riteneva fosse possibile unire tutta l'Italia soprattutto per l'ostacolo rappresentato dallo Stato Pontificio e dunque puntava solamente ad allargare i confini del regno dei Savoia nel nord Italia (lo stesso Mazzini lo accusava di non promuovere una politica chiaramente volta all'unificazione di tutta la penisola).

## Nella cultura di massa
- Nelo Risi, Patria mia. Camillo Benso di Cavour, Rai, 1961, documentario (successivamente trasmesso da Rai Storia il 10 agosto 2010).
- Piero Schivazappa, Vita di Cavour, sceneggiato su sceneggiatura di Giorgio Prosperi (1967).
- Maricla Boggio, Cavour, l'amore e l'Opera Incompiuta, (2011, testo teatrale).

## Onorificenze
Cavour ottenne numerose onorificenze, anche straniere. Si riportano quelle di cui si è a conoscenza da fonti attendibili:

## Bibliografia

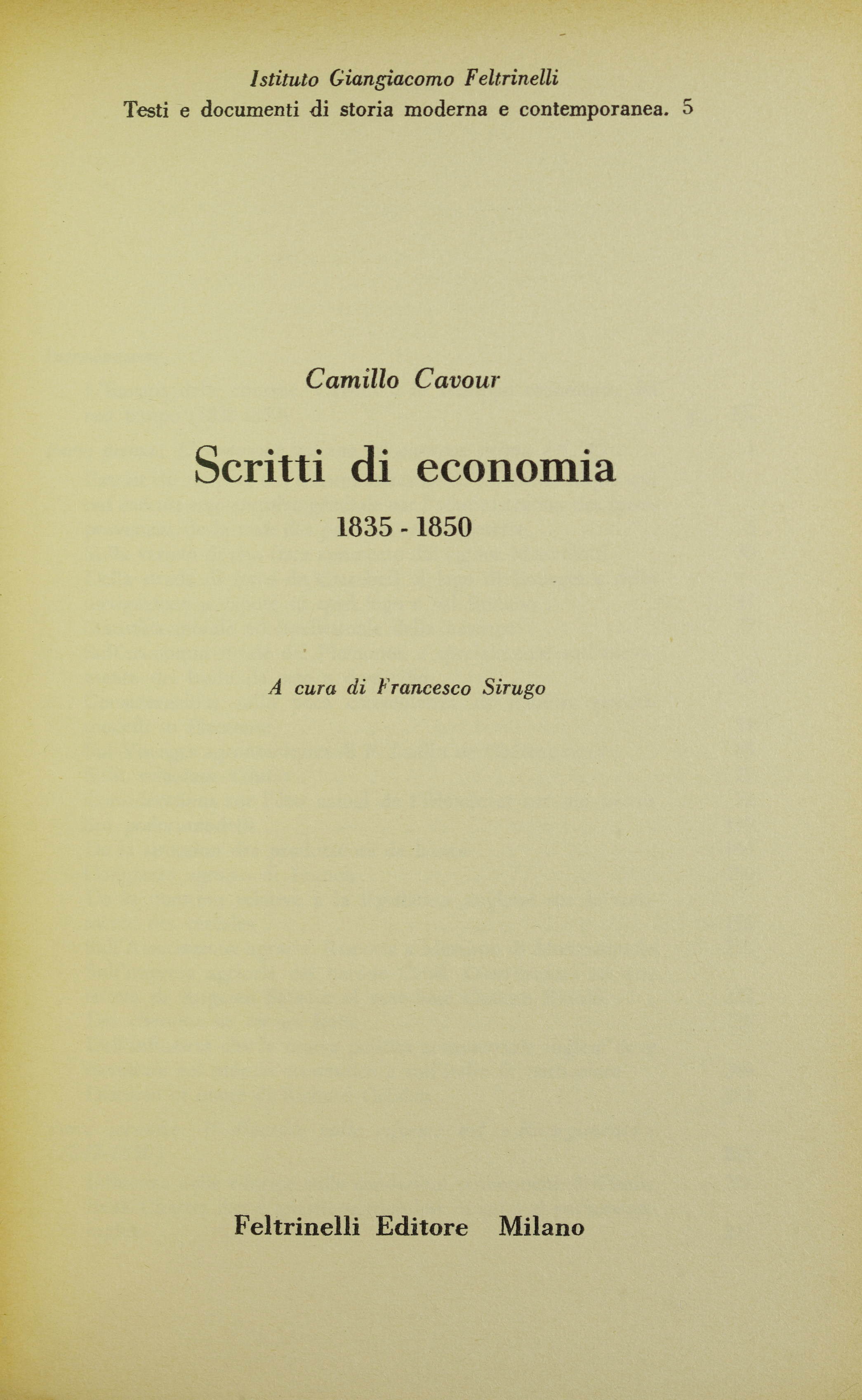
Scritti di economia, 1962

## Tavola genealogica di sintesi
|                                                            |                                                            |                                              |                                              |                                                               |                                                                |                                                                |                                                |                                            |                        |
|                                                            |                                                            |                                              |                                              |                                                               | Bernardino *? †?                                               |                                                                |                                                |                                            |                        |
|                                                            |                                                            |                                              |                                              |                                                               |                                                                |                                                                |                                                |                                            |                        |
|                                                            |                                                            |                                              |                                              |                                                               |                                                                |                                                                |                                                |                                            |                        |
|                                                            |                                                            |                                              |                                              |                                                               | Pompilio *? †1624                                              |                                                                |                                                |                                            |                        |
|                                                            |                                                            |                                              |                                              |                                                               |                                                                |                                                                |                                                |                                            |                        |
|                                                            |                                                            |                                              |                                              |                                                               |                                                                |                                                                |                                                |                                            |                        |
|                                                            |                                                            | Silvio *? †1624                              | Silvio *? †1624                              | Michelantonio *1600 †1655                                     | Michelantonio *1600 †1655                                      | Bernardino *? †?                                               | Bernardino *? †?                               | Zenobia *? †?                              | Zenobia *? †?          |
|                                                            |                                                            |                                              |                                              |                                                               |                                                                |                                                                |                                                |                                            |                        |
|                                                            |                                                            |                                              |                                              |                                                               |                                                                |                                                                |                                                |                                            |                        |
| Maurizio Pompilio Conte di Cellarengo e Isolabella 1635 †? | Maurizio Pompilio Conte di Cellarengo e Isolabella 1635 †? | Paolo Giacinto Signore di Cavour *1637 †1712 | Paolo Giacinto Signore di Cavour *1637 †1712 | Ludovico Percivalle *1647 †1685                               | Ludovico Percivalle *1647 †1685                                | Giuseppe Filippo Signore di Cavour *1648 †1719                 | Giuseppe Filippo Signore di Cavour *1648 †1719 | Carlo Ottavio *? †1724                     | Carlo Ottavio *? †1724 |
|                                                            |                                                            |                                              |                                              |                                                               |                                                                |                                                                |                                                |                                            |                        |
|                                                            |                                                            |                                              |                                              |                                                               |                                                                |                                                                |                                                |                                            |                        |
|                                                            |                                                            |                                              |                                              |                                                               |                                                                | Michele Antonio III Marchese di Cavour *1707 †1774             |                                                |                                            |                        |
|                                                            |                                                            |                                              |                                              |                                                               |                                                                |                                                                |                                                |                                            |                        |
|                                                            |                                                            |                                              |                                              |                                                               |                                                                |                                                                |                                                |                                            |                        |
|                                                            |                                                            |                                              |                                              |                                                               |                                                                | Giuseppe Filippo IV Marchese di Cavour *1741 †1807             |                                                |                                            |                        |
|                                                            |                                                            |                                              |                                              |                                                               |                                                                |                                                                |                                                |                                            |                        |
|                                                            |                                                            |                                              |                                              |                                                               |                                                                |                                                                |                                                |                                            |                        |
|                                                            |                                                            |                                              |                                              |                                                               |                                                                | Michele V Marchese di Cavour *1781 †1850                       |                                                |                                            |                        |
|                                                            |                                                            |                                              |                                              |                                                               |                                                                |                                                                |                                                |                                            |                        |
|                                                            |                                                            |                                              |                                              |                                                               |                                                                |                                                                |                                                |                                            |                        |
|                                                            |                                                            |                                              |                                              |                                                               | Gustavo VI Marchese di Cavour *1806 †1864                      | Gustavo VI Marchese di Cavour *1806 †1864                      | Camillo Paolo Conte di Cavour *1810 †1861      | Camillo Paolo Conte di Cavour *1810 †1861  |                        |
|                                                            |                                                            |                                              |                                              |                                                               |                                                                |                                                                |                                                |                                            |                        |
|                                                            |                                                            |                                              |                                              |                                                               |                                                                |                                                                |                                                |                                            |                        |
|                                                            |                                                            |                                              | Augusto *1828 †1848                          | Augusto *1828 †1848                                           | Giuseppina *1831 †1888 ⚭ Carlo Alfieri di Sostegno *1827 †1897 | Giuseppina *1831 †1888 ⚭ Carlo Alfieri di Sostegno *1827 †1897 | Ainardo VII Marchese di Cavour *1833 †1875     | Ainardo VII Marchese di Cavour *1833 †1875 |                        |
|                                                            |                                                            |                                              |                                              |                                                               |                                                                |                                                                |                                                |                                            |                        |
|                                                            |                                                            |                                              |                                              |                                                               |                                                                |                                                                |                                                |                                            |                        |
|                                                            |                                                            |                                              |                                              | Maria Luisa *1852 †1920 ⚭ Emilio Visconti Venosta *1829 †1914 | Maria Luisa *1852 †1920 ⚭ Emilio Visconti Venosta *1829 †1914  | Adele *1857 †1937                                              | Adele *1857 †1937                              |                                            |                        |
|                                                            |                                                            |                                              |                                              |                                                               |                                                                |                                                                |                                                |                                            |                        |
|                                                            |                                                            |                                              |                                              |                                                               |                                                                |                                                                |                                                |                                            |                        |
| Paola *1877 †1886                                          | Paola *1877 †1886                                          | Carlo *1879 †1942                            | Carlo *1879 †1942                            | Francesco *1880 †1898                                         | Francesco *1880 †1898                                          | Enrico *1883 †1945                                             | Enrico *1883 †1945                             | Giovanni *1887 †1947                       | Giovanni *1887 †1947   |

### Esplicative
1. ↑  Quale fratello minore del marchese di Cavour, portò il titolo di conte di Cavour (cfr Treccani). Il titolo di conte attribuito al Cavour era un titolo di cortesia, all'uso francese. Questo sistema concedeva al primogenito il titolo immediatamente inferiore a quello del titolare capofamiglia, al secondogenito quello ancora inferiore e così via a scalare. In questo caso, quando morì il padre di Camillo (il marchese Michele) al suo primo figlio (Gustavo) andò il titolo di marchese e al suo secondogenito (Camillo) quello di conte. Alla morte del fratello Gustavo, Camillo avrebbe ereditato il titolo di marchese. Morì invece prima di Gustavo.  Forum "I Nostri Avi", su iagiforum.info. URL consultato il 28 maggio 2013.
2. ↑  Al termine del suo tirocinio militare presentò una memoria dal titolo Esposizione compita dell'origine, teoria, pratica, ed effetti del tiro di rimbalzo tanto su terra che sull'acqua. Cfr. Dalle Regie scuole teoriche e pratiche di Artiglieria e Fortificazione alla Scola d'applicazione di Artiglieria e Genio, Scuola di applicazione delle armi di Artiglieria e Genio, Torino, 1939.
3. ↑  "Dal momento in cui mi trovai in condizione di poter leggere da me stesso i libri di Rousseau, ho sentito per lui la più viva ammirazione. È a mio giudizio l'uomo che più ha cercato di rialzare la dignità umana, spesso avvilita nella società dei secoli trascorsi. La sua voce eloquente ha più di ogni altra contribuito a fissarmi nel partito del progresso e della emancipazione sociale. L'Emile soprattutto mi è sempre piaciuto per la giustezza delle idee e la forza della logica. (Citato in Italo de Feo, Cavour: l'uomo e l'opera, A. Mondadori, 1969, pp. 49-50)
4. ↑  I De La Rüe erano originari di Lessines ma appartenevano ad un'antica famiglia nobile di Ginevra dove occupavano una posizione eminente nell'aristocrazia locale già nel XVI e XVII secolo. Fra il XVIII e il XIX secolo due membri della famiglia, Antoine e Jean, si trasferirono a Genova. Ad essi si deve la fondazione della banca De La Rüe frères. Cavour, arrivato a Genova nel 1830, strinse amicizia con i figli di Jean: David-Julien, Hippolyte ed Émile. Quest'ultimo dopo il 1850 fu l'unico a dirigere la banca (divenuta la De La Rüe C.) e fu il riferimento dell'imprenditore Cavour. Cfr. Romeo, p. 26.
5. ↑  Cavour in un articolo scrisse: «L'ora suprema per la monarchia sarda è suonata, l'ora delle forti deliberazioni, l'ora dalla quale dipendono i fati degli imperii, le sorti dei popoli»
6. ↑  La guerra colpì Cavour anche personalmente, poiché nella Battaglia di Goito il figlio del fratello Gustavo, il marchese Augusto di Cavour, rimase ucciso a soli 21 anni. Il colpo fu molto duro per il Conte, che per il nipote nutriva un affetto paterno. Prova ne fu che conservò la sua divisa insanguinata per tutta la vita. Cfr. Hearder, Cavour, Bari, 2000, pag. 67.
7. ↑  Furono accordati a Parigi riduzioni sui dazi per l'importazione in Piemonte di vini e articoli di moda; ottenendo in cambio il mantenimento dei vantaggi per l'esportazione in Francia del bestiame sardo, del riso e della frutta fresca.
8. ↑  Le trattative, iniziate già prima dell’avvento di Cavour al governo, furono difficili per i negoziatori piemontesi. Posti nell’alternativa tra l’accettazione di un trattato per vari rispetti poco favorevole e il ritorno al regime precedente a quello convenuto nel 1843, essi ammisero restrizioni alla reciprocità nei diritti di navigazione allora stabilita (e che ora veniva limitata alla navigazione diretta tra i porti dei due Stati), a Parigi accordarono riduzioni sui dazi che colpivano l’importazione francese di vini e acquaviti, porcellane e articoli di moda ottenendo in cambio il mantenimento del regime di favore per l’ingresso nel territorio francese del bestiame sardo (a eccezione della frontiera savoiarda, donde si temeva l’afflusso in Francia di bestiame svizzero), e riduzioni sul riso e la frutta fresca. Non riuscirono però a strappare alcuna concessione sull’olio d'oliva, di grande importanza soprattutto per le regioni produttrici ed esportatrici della Riviera di Ponente; e dovettero in pari tempo accettare una convenzione sulla proprietà letteraria che era nettamente favorevole a un paese esportatore di idee e di libri come la Francia. Rosario Romeo, Cavour e il suo tempo 1842-1854, p. 206-207.
9. ↑  Le industrie esportatrici come la seta non ponevano alcun problema di protezione, mentre quelle della lana, della canapa e del lino sembravano abbastanza sviluppate da resistere anche con una protezione considerevolmente ridotta. Invece, si prevedevano reclami contro le riduzioni daziarie da parte della industria del cotone, la meno naturale di tutte in quanto dipendente tutta da materie prime provenienti dall'estero e si escludeva ogni competitività per la siderurgia, possibile in Piemonte solo con una protezione elevatissima. Per le lavorazioni meccaniche si prevedeva un dazio medio del 25%, giudicando inesistete qualunque settore non riuscisse a sopravvivere alla concorrenza con una tale protezione. Eliminati presso che interamente i dazi alla esportazione – anche in casi come quello degli stracci che l’industria della carta, sviluppata specialmente in Liguria, utilizzava come materia prima – il governo assunse un atteggiamento nettamente contrario alla protezione anche in fatto di industria zuccheriera, rifiutando di cedere alle insistenti richieste degli interessati per una riduzione ulteriore del dazio sugli zuccheri non raffinati, in vista di uno sviluppo della industria nazionale della raffinazione, che neppure il regime eccezionale di favore stabilito dopo il 1830 era riuscito ad attivare. In agricoltura ci si orientò verso il mantenimento della moderata protezione esistente sui cereali, godendo già di un vantaggio da valutarsi a non meno del 10% sovra le spese di trasporto, anticipazioni di fondi ecc. in confronto alle importazioni dall’estero. Rosario Romeo, Cavour e il suo tempo 1842-1854, p. 207.
10. ↑  In cambio di estese facilitazioni a vantaggio dei prodotti agricoli, dei sali e dei marmi piemontesi, si concessero al Belgio importanti agevolazioni (parallelamente concesse all’Inghilterra) per le sue manifatture, esplicitamente rinunciando alla protezione degli zuccherifici e della siderurgia (soprattutto ligure, che per Cavour non aveva avvenire), e manifestando invece la fiducia che le industrie tessili, compresa quella del cotone, ricavassero nuovi impulsi al loro sviluppo e ammodernamento dalla più attiva concorrenza belga. Rosario Romeo, Cavour e il suo tempo 1842-1854, p. 208. Il conte aveva previsto che, dopo i trattati con il Belgio e con l’Inghilterra, la Francia avrebbe chiesto il trattamento della nazione più favorita e per correndo il rischio di nuove concessioni senza corrispettivo alla potente vicina doveva valere il carattere oneroso, sia pure apparente, ch’egli aveva voluto dare alle concessioni fatte alla Gran Bretagna. Ma nei nuovi negoziati, richiesti da parte francese, la Sardegna riuscì solo a ottenere qualche concessione sulle esportazioni di bestiame minuto e di frutta e dovette anche concedere nuove agevolazioni sulle sete e sui libri. Rosario Romeo, Cavour e il suo tempo 1842-1854, p. 209.
11. ↑  Secondo Chiala, quando La Marmora propose a Vittorio Emanuele la nomina di Cavour a Presidente del Consiglio, il Re avrebbe risposto in piemontese: «Ca guarda, General, che côl lì a j butarà tutii con't le congie a'nt l'aria» ("Guardi Generale, che quello lì butterà tutti con le gambe all'aria"). Secondo Ferdinando Martini, che lo seppe da Minghetti, la risposta del Sovrano sarebbe stata ancora più colorita: «E va bin, coma ch'aa veulo lor. Ma ch'aa stago sicur che col lì an poch temp an lo fica an't el prònio a tuti!» ("E va bene, come vogliono loro. Ma stiamo sicuri che quello lì in poco tempo lo mette nel culo a tutti!") cfr. Indro Montanelli, L'Italia unita, Bur, 26 November 2015, ISBN 9788858682722.
12. ↑  Cavour per l'apertura delle ostilità colse il pretesto che la Russia durante la prima guerra di indipendenza aveva rotto le relazioni con il Regno di Sardegna (al tempo la Russia intratteneva rapporti migliori con l'Austria) e che lo Zar Nicola I aveva rifiutato, nel 1849, di riconoscere l'ascesa al trono di Vittorio Emanuele II. Cfr. Hearder, Cavour, Bari, 2000, pag. 102.
13. ↑  L'uniforme è esposta nel Museo del Risorgimento di Torino. Con spadino, feluca, placca e fascia da Cavaliere dell'Ordine dei SS. Maurizio e Lazzaro, cotone, velluto, acciaio, madreperla, ottone, cuoio, piume di struzzo, argento, argento dorato, smalto e gros di seta.
14. ↑  Il Piemonte, assieme alla Francia, chiese anche l'annullamento delle elezioni tenutesi in Moldavia nel luglio 1857 che, con risultati definiti inattendibili, avevano avuto un esito sfavorevole all'unione dei due principati.
15. ↑  L'Austria con la guerra di Crimea aveva perso l'amicizia della Russia e vedeva allontanarsi la Prussia che era alla ricerca di maggiore autonomia, mentre la tiepida amicizia della Gran Bretagna non poteva bilanciare la situazione.

### Bibliografiche
1. ↑  Disegno dell'inglese William Brockedon.
2. ↑  Romeo, pp. 3-4.
3. ↑  Romeo, p. 32.
4. ↑  Romeo, pp. 25-26.
5. ↑  Hearder, Cavour, Bari, 2000, pag. 26.
6. ↑   Giuseppe Talamo, La formazione di Cavour: la rivoluzione di luglio e i primi anni Trenta, in Nuova antologia, APR - GIU, 2010 p=45.
7. ↑   AA. VV., Cavour nel 150° anniversario dell’Unità, Gangemi Editore SpA, novembre 2011,  p. 45, ISBN 9788849272703.
8. ↑   Federico Navire, Torino come centro di sviluppo culturale: un contributo agli studi della civiltà italiana, Francoforte, Peter Lang, 2009,  p. 337, ISBN 978-3-631-59130-7.
9. ↑  Romeo, pp. 102-103.
10. ↑  Romeo, pp. 112, 114-115, 118.
11. ↑  Romeo, pp. 118-121.
12. ↑  Romeo, p. 121.
13. ↑  Romeo, p. 131.
14. ↑  Romeo, p. 137.
15. ↑  Romeo, p. 139.
16. ↑  Romeo, pp. 140-141.
17. ↑  Romeo, pp. 149-150.
18. ↑  Romeo, pp. 157-158.
19. ↑  Romeo, p. 159.
20. ↑  Romeo, pp. 160-162.
21. ↑  Dipinto di Paolo Bozzini (1815-1892).
22. ↑  Romeo, pp. 162-163.
23. ↑  Romeo, pp. 165-166.
24. ↑  Romeo, pp. 167-168.
25. ↑  Romeo, pp. 171-172.
26. ↑  Romeo, pp. 172-173.
27. ↑  Ritratto di Francesco Hayez del 1860.
28. ↑  Romeo, pp. 174-176.
29. ↑  Hearder, Cavour, Bari, 2000, pag. 69.
30. ↑  Romeo, pp. 175-176, 179.
31. ↑  Romeo, pp. 177-178.
32. ↑  Romeo, p. 186.
33. ↑  Romeo, pp. 186-187.
34. ↑  Romeo, pp. 188-189.
35. ↑  Rosario Romeo, Cavour e il suo tempo 1842-1854, p. 204.
36. ↑  Romeo, p. 191.
37. ↑  Romeo, p. 192.
38. ↑  Romeo, pp. 193-194.
39. ↑  Hearder, Cavour, Bari, 2000, pag. 70.
40. ↑  Romeo, pp. 195-196.
41. ↑  Hearder, Cavour, Bari, 2000, pagg. 71-72.
42. ↑  Romeo, pp. 197, 201-202.
43. ↑  Romeo, pp. 202-203.
44. ↑  Da Londra effettuò escursioni a Oxford, Woolwich e Portsmouth.
45. ↑  Nel viaggio toccò Manchester, Liverpool, Sheffield, Hull, Edimburgo, Glasgow e le Highlands.
46. ↑  Romeo, p. 223.
47. ↑  Romeo, pp. 224-225.
48. ↑  Dipinto di Michele Gordigiani
49. ↑  Hearder, Cavour, Bari, 2000, pag. 81.
50. ↑  Romeo, pp. 233, 235-236, 238.
51. ↑  Romeo, pp. 240, 244-245, 252.
52. ↑  Romeo, p. 245.
53. ↑  Romeo, pp. 248-249.
54. ↑  Valerio, Brofferio, Pareto a Sinistra e Solaro della Margarita a Destra.
55. ↑  Romeo, p. 259.
56. ↑  Romeo, pp. 259-260.
57. ↑  Romeo, p. 261.
58. ↑  Hearder, Cavour, Bari, 2000, pagg. 94-96.
59. ↑  Hearder, Cavour, Bari, 2000, pagg. 85, 99, 100.
60. ↑  Ritratto di George Peter Alexander Healy
61. ↑  Romeo, p. 300.
62. ↑  Dipinto di Édouard Louis Dubufe.
63. ↑  Romeo, p. 327.
64. ↑  Romeo, p. 337.
65. 1 2  Romeo, pp. 347-348.
66. ↑  Romeo, pp. 352-354.
67. ↑  Romeo, pp. 360-362.
68. ↑  Romeo, pp. 366-368, 370.
69. ↑  Romeo, pp. 355, 371.
70. ↑  Dipinto di Adolphe Yvon.
71. ↑  Vignetta di Francesco Redenti (1820-1876) del gennaio 1857 apparsa sul giornale torinese Il Fischietto.
72. ↑  AA.VV, Storia delle relazioni internazionali, Monduzzi, Bologna, 2004, pagg. 45-46.
73. ↑  Romeo, pp. 431-432.
74. ↑  Romeo, p. 450.
75. ↑  Romeo, pp. 450-451.
76. ↑  Ritratto di Francesco Hayez.
77. ↑  Romeo, pp. 457-458.
78. ↑  Romeo, pp. 459-460.
79. ↑  Romeo, pp. 460, 462-463.
80. ↑  Romeo, pp. 464-465.
81. ↑  Romeo, pp. 468-469.
82. ↑  Romeo, pp. 470-473.
83. ↑  Romeo, pp. 474, 476.
84. ↑   Cavour e la famiglia, su Fondazione Camillo Cavour Santena. URL consultato il 28 giugno 2021.
«Fa specie pensarlo, ma nelle vene di Camillo Cavour, propugnatore della laicità dello Stato, scorreva lo stesso sangue di un campione della Controriforma cattolica!»
85. ↑   Camillo Benso, Discorso del 27 Marzo 1861 - Camillo Benso di Cavour, su camillocavour.com, 27 marzo 1861. URL consultato il 28 giugno 2021.
«noi siamo pronti a proclamare nell'Italia questo gran principio: Libera Chiesa in libero Stato. I vostri amici di buona fede riconoscono come noi l'evidenza, riconoscono cioè che il potere temporale quale è non può esistere.»
86. ↑   Libera Chiesa in libero Stato nell'Enciclopedia Treccani, su treccani.it. URL consultato il 28 giugno 2021.
87. ↑  Romeo, p. 508.
88. 1 2  Romeo, p. 518.
89. 1 2  Romeo, p. 524.
90. ↑  Marziano Bernardi, op. cit., p. 122
91. ↑  Roberto Dinucci, Guida di Torino, Edizioni D'Aponte, p. 127
92. ↑  Marziano Bernardi, Torino – Storia e arte, Torino, Editori Fratelli Pozzo, 1975, p. 122.
93. ↑  In Dizionario Biografico Treccani
94. ↑  Rino Fisichella, La confessione di uno scomunicato, in: L'Osservatore Romano, 6 novembre 2009
95. ↑  Indro Montanelli, L'Italia dei notabili, Milano, Rizzoli, 1973, p. 15
96. ↑  In In Gianni Gennari, Avvenire, 11 giugno 2015
97. ↑   "Cavour ultimo atto l'inferno può attendere", La Stampa, 20 aprile 2011, su www3.lastampa.it. URL consultato il 5 giugno 2013 (archiviato dall'url originale il 27 settembre 2011).
98. ↑   Indro Montanelli, L'Italia dei Notabili (1861-1900), Milano, Rizzoli, 1973.
99. ↑   La morte di Cavour, su win.storiain.net. URL consultato il 20 settembre 2017.
100. ↑  Romeo, p. 525.
101. ↑   Rita Belenghi, Giuseppe Verdi, Liguori, 2007,  p. 56, ISBN 9788820740931.
102. ↑   Nicomede Bianchi, Camillo di Cavour, Torino, Unione Tipografico-Editrice, 1863,  p. 67.
103. ↑  "Volantino pubblicato su "Italia del popolo", 25 febbraio 1855
104. ↑   Giancarlo De Cataldo, Chi ha paura di Mazzini?, in lastampa.it. URL consultato il 5 giugno 2013 (archiviato dall'url originale il 27 settembre 2011).
105. ↑  Denis Mack Smith, Mazzini, Rizzoli, Milano, 1993, pag. 158
106. ↑  Denis Mack Smith, Mazzini, Rizzoli, Milano, 1993, pag. 173
107. ↑  Denis Mack Smith, Mazzini, Rizzoli, Milano, 1993, pag. 174
108. ↑  Gigi Di Fiore, Controstoria dell'unità d'Italia: fatti e misfatti del Risorgimento, Milano, 2007, pag. 64.
109. ↑  Gigi Di Fiore, Controstoria dell'unità d'Italia: fatti e misfatti del Risorgimento, Milano, 2007, pag. 62.
110. 1 2  Alberto Cappa, Cavour, G. Laterza & figli, 1932, pag. 249.
111. ↑  Calendario reale per l'anno 1861, Ceresole e Panizza, Torino, s.d. ma 1861, pagg. 171, 195, 513.
112. ↑  Il 21 maggio 1614 Pompilio Benso riceve l'investitura del feudo di Isolabella. Il 20 giugno 1618 il feudo fu eretto a contea. Cfr.  Storia del Comune di Isolabella, su comune.isolabella.to.it. URL consultato il 6 novembre 2019.

### Carteggio, scritti, discorsi
- Camillo Benso conte di Cavour (a cura della Commissione Nazionale per la pubblicazione dei carteggi del Conte di Cavour), Epistolario, 18 volumi, Olschki, Firenze, 1970-2008 (varie edizioni di alcuni volumi).
- Camillo Benso di Cavour, Autoritratto. Lettere, diari, scritti e discorsi, a cura di Adriano Viarengo, prefazione di Giuseppe Galasso, Classici moderni Mondadori, Milano, 2010, ISBN 978-88-17-04260-4.
- Camillo Cavour, Scritti di economia, Testi e documenti di storia moderna e contemporanea 5, Milano, Feltrinelli, 1962. URL consultato il 30 giugno 2015.

### Biografie di riferimento reperibili
- Luciano Cafagna Cavour, Il Mulino, Bologna, 1999. Ristampa 2010. ISBN 978-88-15-14637-3.
- Giorgio Dell'Arti. Cavour. L'uomo che fece l'Italia. Marsilio, Venezia 2011
- William De La Rive, Il conte di Cavour: racconti e memorie, con tre lettere inedite del conte di Cavour, prefazione di Emilio Visconti Venosta, Santena, Associazione Amici della Fondazione Cavour, 2001 (ristampa dell'edizione italiana, Torino, Bocca, 1911, de Le comte de Cavour: recits et souvenirs, Paris, J. Hetzel, 1862).
- Harry Hearder, Cavour. Un europeo piemontese, Laterza, Bari, 2000. Edizione originaria: Cavour, 1994. ISBN 88-420-5803-3.
- Denis Mack Smith, Cavour. Il grande tessitore dell'unità d'Italia, Bompiani, 1984. Ristampa 2001. ISBN 978-88-452-5020-0.
- Adolfo Omodeo, L'opera politica del conte di Cavour (1848-1857), Firenze, La Nuova Italia, 1941, 2 voll. Ristampa presso Riccardo Ricciardi, Milano-Napoli, 1968. Ristampa presso Ugo Mursia, Milano, 2012. ISBN 978-88-425-4886-7.
- Rosario Romeo, Cavour e il suo tempo (3 voll. in 4 tomi: Cavour e il suo tempo 1810-1842, ISBN 978-88-420-9876-8; Cavour e il suo tempo 1842-1854, ISBN 978-88-420-9877-5; Cavour e il suo tempo 1842-1861, ISBN 978-88-420-9878-2) Laterza, Bari, 1969-1984. Ristampa 2012.
- Rosario Romeo, Vita di Cavour, Roma-Bari, Laterza, 1998, ISBN 88-420-7491-8. Riassunto del precedente. Ristampa 2004.
- Giuseppe Talamo Cavour, La Navicella, Roma, 1992. Ristampa presso Gangemi, Roma, 2010, ISBN 978-88-492-1997-5.
- Adriano Viarengo, Cavour, Salerno editrice, Roma, 2010. ISBN 978-88-8402-682-8.

### Altri testi
- Marziano Bernardi, Torino – Storia e arte, Torino, Editori Fratelli Pozzo, 1975
- Annabella Cabiati, Cavour. Fece l'Italia, visse con ragione, amò con passione, Edizioni Anordest, Treviso, 2010 ISBN 978-88-96742-03-7.
- Rinaldo Caddeo, Camillo di Cavour. In: Epistolario di Carlo Cattaneo. Gaspero Barbèra Editore, Firenze 1949, pp. 220, 354, 483.
- Lorenzo Del Boca, Indietro Savoia! Storia controcorrente del Risorgimento, Piemme, Milano, 2003 ISBN 88-384-7040-5.
- Gigi Di Fiore, Controstoria dell'Unità d'Italia: fatti e misfatti del Risorgimento, Rizzoli, Milano, 2007 ISBN 88-17-01846-5.
- Camilla Salvago Raggi, Donna di passione. Un amore giovanile di Cavour, Viennepierre, Milano, 2007.
- Aldo Servidio, L'imbroglio nazionale: unità e unificazione dell'Italia (1860-2000), Guida, Napoli, 2000 ISBN 88-7188-489-2.
- Giovanni Maria Staffieri, Il conte di Cavour nel Ticino e un discorso mai pronunciato, in Il Cantonetto, Anno LVII-LVIII, N2-3-4, Lugano, agosto 2011, Fontana Edizioni SA, Pregassona 2011, pp. 75–82.